# Kofi Kingston
Kofi Nahaje Sarkodie-Mensah, meglio conosciuto come Kofi Kingston (Kumasi, 14 agosto 1981), è un wrestler ghanese naturalizzato statunitense, sotto contratto con la WWE.
Ha detenuto un totale di ventitré titoli: una volta il WWE Championship, quattro volte l'Intercontinental Championship, tre volte lo United States Championship, sette volte il Raw Tag Team Championship (due volte con Big E e Xavier Woods, una volta con Evan Bourne, una volta con R-Truth e tre solo con Woods), sette volte lo SmackDown Tag Team Championship (sei volte con Big E e Xavier Woods e una volta solo con Woods), una volta l'NXT Tag Team Championship (con Xavier Woods) e una volta il World Tag Team Championship (con CM Punk); egli è inoltre il 30º Triple Crown Champion, il 20º Grand Slam Champion e il 3° Triple Crown Tag Team Champion primo wrestler a riuscirci sia in singolo che in tag team.

## Carriera

### World Wrestling Entertainment (2006–presente)

#### Deep South Wrestling (2006–2007)
Kofi firma un contratto di sviluppo con la World Wrestling Entertainment sul finire del 2006 e debutta nella Deep South Wrestling il 12 ottobre dello stesso anno con il ring name di Kofi Nahaje Kingston, battendo David Heath. Il 15 novembre, combatte anche nella Ohio Valley Wrestling vincendo un match di coppia insieme a Tommy Suede contro Ramon e Raul Loco.

#### Florida Championship Wrestling (2007)
Dall'aprile 2007, passa alla Florida Championship Wrestling a causa della chiusura della DSW.
Dopo aver battuto Mike Mondo, Kingston ottiene una title shot all'FCW Southern Heavyweight Championship detenuto da Afa Jr. ma viene sconfitto. Nel suo ultimo match in FCW, perde un match di coppia insieme ad Alex Riley contro Jack Swagger e Sinn Bowdee. 
Dalla puntata della ECW del 6 dicembre 2007, sono state mandate in onda delle vignette che annunciavano il debutto di Kofi Kingston nella World Wrestling Entertainment.

#### ECW(2008)
Nella puntata della ECW del 22 gennaio 2008, Kofi Kingston ha fatto il suo debutto nella World Wrestling Entertainment, con la gimmick face di un eccentrico surfista giamaicano, sconfiggendo il jobber David Owens. Dopo aver combattuto degli incontri di basso livello, Kingston ha preso parte alla battle royal a 24 uomini nel Pre-show di WrestleMania XXIV dove il vincitore avrebbe avuto un'opportunità titolata per l'ECW Championship, ma è stato eliminato da Mark Henry. Nei mesi seguenti, Kingston è rimasto imbattuto nella competizione singola, verso la fine di aprile ha iniziato una faida con Shelton Benjamin che ha sconfitto in due occasioni, per poi essere sconfitto da Benjamin nella puntata della ECW del 20 maggio terminando l'imbattibilità di Kingston. Nella puntata della ECW del 24 giugno, Kingston ha sconfitto Benjamin in un Extreme Rules match terminando la faida.

#### Regni titolati (2008–2009)
Con il Draft 2008, Kingston è passato al roster di Raw. Nel suo primo match come membro del roster di Raw, a Night of Champions, Kingston ha sconfitto Chris Jericho conquistando l'Intercontinental Championship, suo primo titolo in carriera, diventando inoltre il primo campione ghanese nella storia della WWE. A SummerSlam, Kingston e l'allora Women's Champion Mickie James hanno perso i loro rispettivi titoli in un Intergender Winner Takes All Tag Team match contro Beth Phoenix e Santino Marella.
A Unforgiven, Kingston ha cercato di aiutare l'allora World Heavyweight Champion CM Punk che era stato attaccato da Manu, Randy Orton e gli allora World Tag Team Champions Cody Rhodes e Ted DiBiase. Nella puntata di Raw del 27 ottobre, Punk e Kingston hanno vinto il World Tag Team Championship, sconfiggendo Rhodes e DiBiase. Il 23 novembre alle Survivor Series, Kingston ha preso parte al tradizionale ten-men elimination tag team match come membro del Team di Batista, ma è stato eliminato da Orton. Kingston e Punk hanno perso il World Tag Team Championship contro John Morrison e The Miz a un evento dal vivo del 13 dicembre.

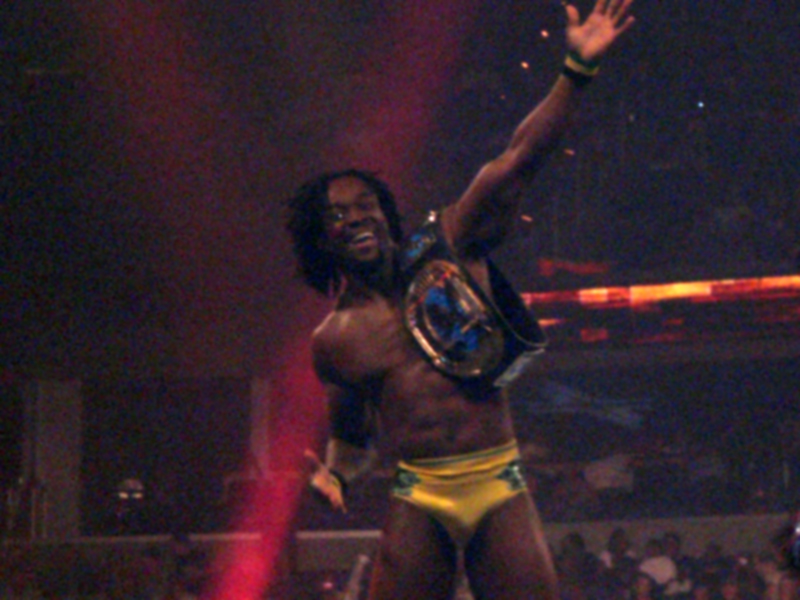
Kofi Kingston con il WWE Intercontinental Championship, primo titolo vinto in carriera.

Il 25 gennaio 2009, Kingston ha preso parte all'annuale Royal Rumble match entrando con il numero 22, ma è stato eliminato da The Brian Kendrick. Nella puntata di Raw del 26 gennaio, Kingston si è qualificato all'Elimination Chamber match di No Way Out sconfiggendo Kane. A No Way Out, il posto di Kingston nell'Elimination Chamber match è stato preso da Edge il quale lo aveva attaccato mentre Kingston stava facendo la sua entrata.
Nella puntata di Raw del 9 marzo, Kingston ha sconfitto Chris Jericho e si è qualificato al Money in the Bank ladder match di WrestleMania XXV. che è stato vinto da CM Punk. Dopo aver vinto un triple threat match la settimana prima per un'opportunità titolata allo United States Championship, Kingston ha sconfitto Montel Vontavious Porter il 1º giugno a Raw per vincere lo United States Championship. Nei mesi successivi, Kingston ha difeso il titolo nei pay-per-view come Extreme Rules, Night of Champions, Breaking Point, e Hell in a Cell, fino alla puntata di Raw del 5 ottobre quando lo ha perso contro The Miz, terminando il suo regno dopo quattro mesi e 126 giorni. Nella puntata di Raw del 12 ottobre, Kingston ha sconfitto Evan Bourne per qualificarsi come membro del Team Raw a Bragging Rights. Tuttavia, il Team Raw ha perso il match, quando Big Show ha tradito i suoi compagni colpendo con una chokeslam Kingston. Durante Bragging Rights, Kingston e il suo compagno di coppia nel Team Raw Cody Rhodes hanno avuto una discussione riguardo alla sconfitta subìta nel match.

#### Faida con Randy Orton (2009–2010)
Nella puntata di Raw del 2 novembre 2009 il match tra Kingston e Randy Orton è terminato in no-contest a causa dell'intervento di Cody Rhodes e Ted DiBiase; poco dopo, Kingston, Montel Vontavious Porter e Mark Henry hanno sconfitto Orton, Rhodes e DiBiase. Il 22 novembre, a Survivor Series, Kingston ha preso parte ad un 5-on-5 Traditional Survivor Series Elimination match dove il suo team ha sconfitto quello di Randy Orton, risultando come unico sopravvissuto dopo aver eliminato per ultimo proprio lo stesso Orton. Nella puntata di Raw del 23 novembre Kingston ha sconfitto Dolph Ziggler, qualificandosi al Breakthrough Battle Royal match per determinare il contendente nº1 al WWE Championship di John Cena; poco dopo, Kingston ha partecipato a tale match ma è stato eliminato per ultimo da Sheamus, il quale si è aggiudicato la contesa. Nella puntata di Raw del 30 novembre Kingston è stato sconfitto da Randy Orton a causa dell'intervento della Legacy. Nella puntata di Raw del 7 dicembre Kingston ha sconfitto Randy Orton in un match arbitrato da Mark Cuban. Il 13 dicembre, a TLC: Tables, Ladders & Chairs, Kingston è stato sconfitto da Randy Orton. Nella puntata di Raw del 14 dicembre Kingston ha sconfitto Cody Rhodes per squalifica a causa dell'intervento di Ted DiBiase; poco dopo, Kingston e Evan Bourne sono stati sconfitti da Rhodes e DiBiase. Nella puntata di Raw del 21 dicembre Kingston, Evan Bourne e Mark Henry hanno sconfitto la Legacy. Nella puntata di Raw del 28 dicembre Kingston ha sconfitto lo United States Champion The Miz in un match non titolato; subito dopo, Kingston ha riaffrontato The Miz per lo United States Championship ma lo ha sconfitto solo per squalifica (e senza quindi il cambio di titolo). Nella puntata di Raw del 4 gennaio 2010 Kingston è stato sconfitto da Randy Orton. Nella puntata di Raw dell'11 gennaio Kingston ha partecipato ad un Triple Threat match contro Randy Orton e John Cena per determinare il contendente nº1 al WWE Championship di Sheamus ma l'incontro è stato vinto da Orton.
Nella puntata di Raw del 18 gennaio Kingston e John Cena hanno sconfitto Cody Rhodes e Ted DiBiase. Nella puntata di Raw del 25 gennaio Kingston ha sconfitto lo United States Champion The Miz in un match non titolato. Il 31 gennaio, alla Royal Rumble, Kingston ha partecipato all'omonimo match entrando col numero 27 ma è stato eliminato da John Cena. Nella puntata di Raw del 1º febbraio Kingston ha sconfitto Big Show per squalifica, qualificandosi all'omonimo match valevole per il WWE Championship di Sheamus per Elimination Chamber. Nella puntata di Raw del 15 febbraio Kingston è stato sconfitto da Ted DiBiase. Il 21 febbraio, ad Elimination Chamber, Kingston ha partecipato all'Elimination Chamber match per il WWE Championship che comprendeva anche il campione Sheamus, John Cena, Randy Orton, Ted DiBiase e Triple H ma è stato eliminato da Sheamus, mentre Cena si è aggiudicato l'incontro e il titolo. Nella puntata di Raw del 22 febbraio Kingston, Evan Bourne e Yoshi Tatsu hanno sconfitto la Legacy. Nella puntata di Raw del 15 marzo Kingston è stato sconfitto dal WWE Champion Batista in un match non titolato. Nella puntata di Raw del 22 marzo Kingston ha sconfitto Vladimir Kozlov, qualificandosi al Money in the Bank Ladder match di WrestleMania XXVI. Il 28 marzo, a WrestleMania XXVI, Kingston ha partecipato al Money in the Bank Ladder match che comprendeva anche Christian, Dolph Ziggler, l'Intercontinental Champion Drew McIntyre, Evan Bourne, Jack Swagger, Kane, Matt Hardy, Montel Vontavious Porter e Shelton Benjamin ma l'incontro è stato vinto da Swagger. Nella puntata di Raw del 5 aprile Kingston è stato sconfitto da Sheamus. Nella puntata di Raw del 12 aprile Kingston ha sconfitto Sheamus per squalifica.

#### Regni titolati e varie faide (2010–2014)

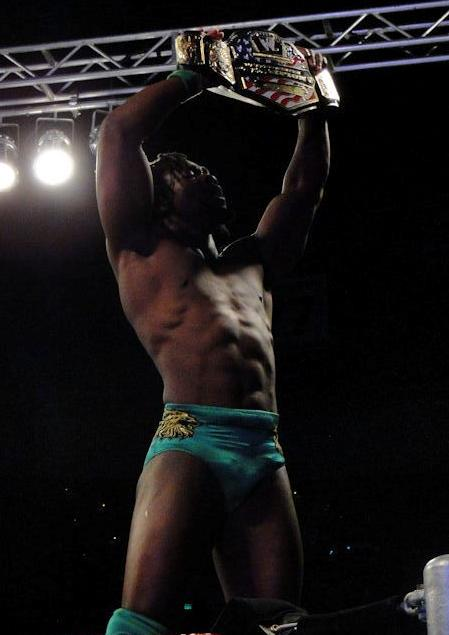
Kofi Kingston con lo United States Championship.

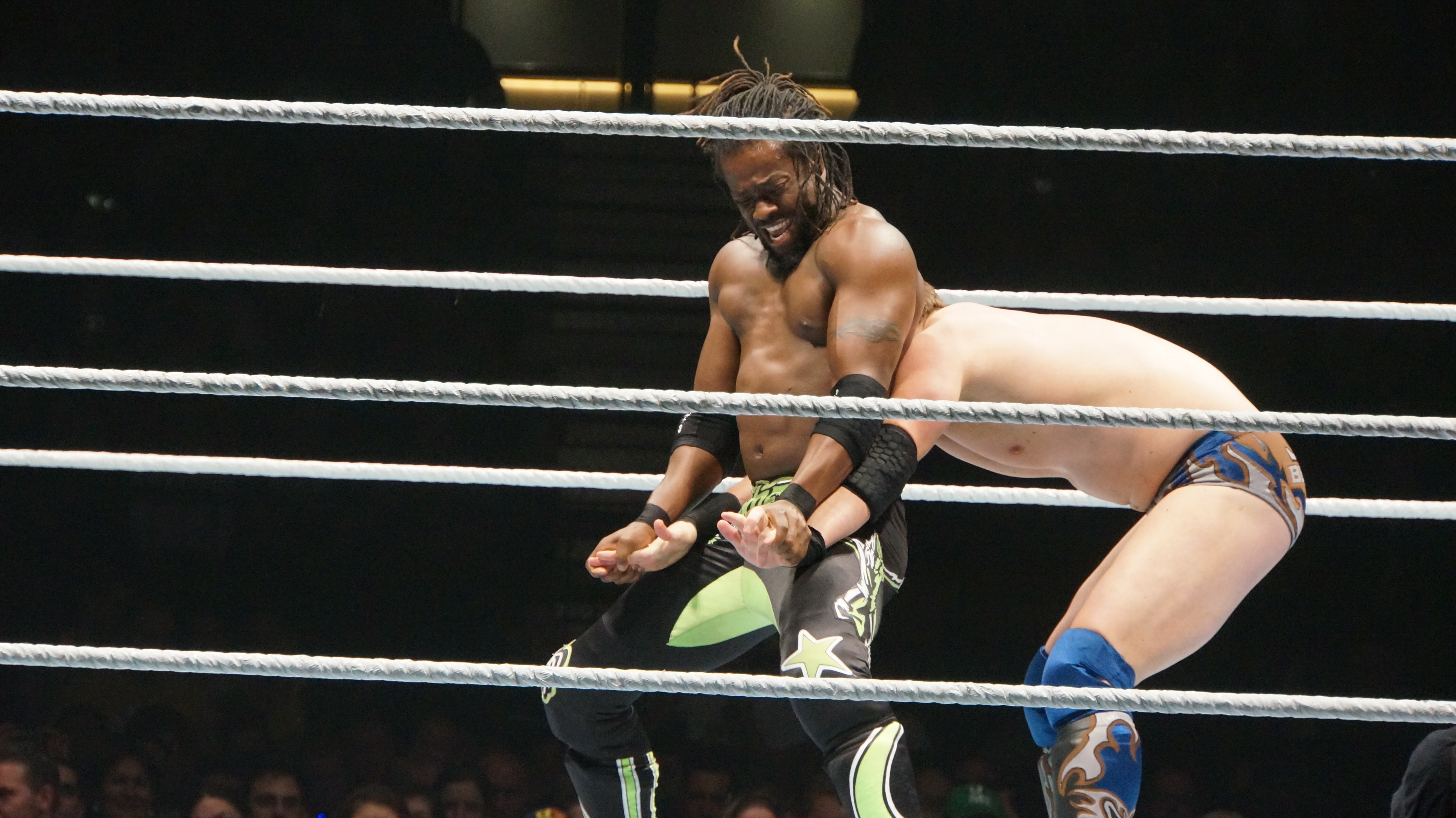
Kofi Kingston durante un match contro The Miz.

Il 26 aprile 2010, per effetto del Draft, Kingston è passato per la prima volta al roster di SmackDown. Nella puntata di SmackDown del 30 aprile Kingston ha debuttato nello show blu, sconfiggendo Chris Jericho. Nella puntata di SmackDown del 7 maggio Kingston ha sconfitto Dolph Ziggler nella semifinale del torneo valevole per il vacante Intercontinental Championship. Nella puntata di SmackDown del 14 maggio Kingston ha sconfitto Christian nella finale del torneo; tuttavia, subito dopo, Vince McMahon ha annullato la vittoria di Kingston, restituendo il titolo a Drew McIntyre. Nella puntata di SmackDown del 21 maggio Kingston ha sconfitto il World Heavyweight Champion Jack Swagger in un match non titolato. Il 23 maggio, a Over the Limit, Kingston ha sconfitto Drew McIntyre conquistando così l'Intercontinental Championship per la seconda volta. Nella puntata di SmackDown del 28 maggio Kingston e Big Show hanno sconfitto Drew McIntyre e il World Heavyweight Champion Jack Swagger. Nella puntata di SmackDown del 4 giugno Kingston ha difeso con successo il titolo contro Drew McIntyre nella rivincita; poco dopo, la sera stessa, Kingston ha partecipato ad un Battle Royal match con in palio il posto vacante, lasciato dall'infortunato The Undertaker, nel Fatal 4-Way match dell'omonimo evento valevole per il World Heavyweight Championship di Jack Swagger ma la contesa è stata vinta da Rey Mysterio. Il 20 giugno, a Fatal 4-Way, Kingston ha difeso con successo il titolo contro Drew McIntyre. Nella puntata di SmackDown del 25 giugno Kingston, Christian e Montel Vontavious Porter hanno sconfitto Curt Hawkins, Dolph Ziggler e Vance Archer. Nella puntata di SmackDown del 2 luglio Kingston ha sconfitto Dolph Ziggler in un match non titolato. Nella puntata di SmackDown del 9 luglio Kingston è stato sconfitto da Drew McIntyre in un match non titolato. Nella puntata di SmackDown del 16 luglio il match tra Kingston e Cody Rhodes è terminato in no-contest. Il 18 luglio, a Money in the Bank, Kingston ha partecipato all'omonimo match del roster di SmackDown che comprendeva anche Big Show, Christian, Cody Rhodes, Dolph Ziggler, Drew McIntyre, Kane e Matt Hardy ma l'incontro è stato vinto da Kane. Nella puntata di SmackDown del 23 luglio Kingston è stato sconfitto da Dolph Ziggler in un match non titolato. Nella puntata di SmackDown del 30 luglio Kingston è stato sconfitto da Dolph Ziggler per squalifica ma ha comunque mantenuto il titolo. Nella puntata di SmackDown del 6 agosto Kingston ha perso il titolo contro Dolph Ziggler dopo 66 giorni di regno. Nella puntata di SmackDown del 13 agosto Kingston è stato sconfitto dal World Heavyweight Champion Kane. Il 15 agosto, a SummerSlam, Kingston ha affrontato Dolph Ziggler per l'Intercontinental Championship ma l'incontro è terminato in no-contest a causa dell'intervento del Nexus. Nella puntata di SmackDown del 20 agosto Kingston ha affrontato Dolph Ziggler per l'Intercontinental Championship ma lo ha sconfitto solo per squalifica (e senza quindi il cambio di titolo). Nella puntata di SmackDown del 27 agosto Kingston ha affrontato Dolph Ziggler per l'Intercontinental Championship ma lo ha sconfitto solo per count out. Nella puntata di SmackDown del 10 settembre Kingston e Chris Masters hanno sconfitto Chavo Guerrero e l'Intercontinental Champion Dolph Ziggler. Nella puntata di SmackDown del 17 settembre Kingston ha sconfitto Jack Swagger. Il 19 settembre, a Night of Champions, Kingston ha affrontato Dolph Ziggler per l'Intercontinental Championship ma è stato sconfitto. Nella puntata di SmackDown dell'8 ottobre Kingston e Kaval sono stati sconfitti dai WWE Tag Team Champions Cody Rhodes e Drew McIntyre. Nella puntata di SmackDown del 15 ottobre Kingston ha sconfitto Drew McIntyre, ottenendo un posto nel Team SmackDown di Bragging Rights. Nella puntata di Raw del 18 ottobre Kingston è apparso nello show rosso per partecipare ad un Battle Royal match come parte del Team SmackDown contro il Team Raw ma è stato eliminato; ciononostante il suo team ha comunque vinto la contesa. Nella puntata di SmackDown del 22 ottobre Kingston, Rey Mysterio e Big Show hanno sconfitto Ezekiel Jackson, Sheamus e il Mr. Money in the Bank The Miz. Il 24 ottobre, a Bragging Rights, Kingston ha partecipato al Tag Team Elimination match come parte del Team SmackDown contro il Team Raw ma è stato eliminato da Sheamus; ciononostante il suo team ha comunque vinto la contesa. Nella puntata di SmackDown del 29 ottobre Kingston e Big Show hanno sconfitto Cody Rhodes e Drew McIntyre. Nella puntata di SmackDown del 5 novembre Kingston, il World Heavyweight Champion Kane, Edge, Alberto Del Rio e Big Show hanno sconfitto il Nexus (David Otunga, Heath Slater, Husky Harris, Justin Gabriel e Michael McGillicutty). Nella puntata di SmackDown del 12 novembre Kingston è stato sconfitto da Alberto Del Rio. Nella puntata di Raw del 15 novembre Kingston è apparso nello show rosso sconfiggendo David Otunga. Nella puntata di SmackDown del 19 novembre Kingston, Chris Masters, Montel Vontavious Porter, Rey Mysterio e Big Show hanno sconfitto Alberto Del Rio, Cody Rhodes, Drew McIntyre, Jack Swagger e Tyler Reks in un Tag Team Battle Royal match. Il 21 novembre, a Survivor Series, Kingston ha partecipato ad un 5-on-5 Traditional Survivor Series Elimination match come parte del team di Rey Mysterio contro quello di Alberto Del Rio ma è stato eliminato da Jack Swagger; ciononostante la sua squadra ha comunque vinto la contesa. Nella puntata di SmackDown del 26 novembre Kingston ha sconfitto Jack Swagger negli ottavi di finale del torneo King of the Ring. Nella puntata di Raw del 29 novembre Kingston è stato sconfitto da Sheamus nei quarti di finale del torneo King of the Ring. Nella puntata di SmackDown del 3 dicembre Kingston ha sconfitto Jack Swagger per diventare il contendente nº1 all'Intercontinental Championship di Dolph Ziggler. Nella puntata di SmackDown del 10 dicembre Kingston ha affrontato Dolph Ziggler per l'Intercontinental Championship ma lo ha sconfitto solo per squalifica (e senza quindi il cambio di titolo) a causa dell'intervento di Jack Swagger. Nella puntata di Raw del 13 dicembre Kingston e lo United States Champion Daniel Bryan hanno sconfitto Ted DiBiase e l'Intercontinental Champion Dolph Ziggler. Nella puntata di SmackDown del 17 dicembre Kingston e Kaval hanno sconfitto Jack Swagger e Dolph Ziggler. Il 19 dicembre, a TLC: Tables, Ladders & Chairs, Kingston ha partecipato ad un Triple Threat Ladder match per l'Intercontinental Championship che comprendeva anche il campione Dolph Ziggler e Jack Swagger ma l'incontro è stato vinto da Ziggler. Nella puntata di SmackDown del 21 dicembre Kingston e Rey Mysterio hanno sconfitto Alberto Del Rio e Jack Swagger. Nella puntata di SmackDown del 28 dicembre (in onda il 31 dicembre) Kingston ha partecipato ad un Triple Threat match per l'Intercontinental Championship che comprendeva anche il campione Dolph Ziggler e Jack Swagger ma l'incontro è stato vinto da Ziggler.
Nella puntata di SmackDown del 7 gennaio, Kingston ha sconfitto Dolph Ziggler conquistando così l'Intercontinental Championship per la terza volta; subito dopo, Kingston ha difeso con successo il titolo appena conquistato sconfiggendo lo stesso Ziggler nella rivincita. Nella puntata di SmackDown del 14 gennaio Kingston ha sconfitto Jack Swagger in un match non titolato. Nella puntata di SmackDown del 21 gennaio Kingston è stato sconfitto da Jack Swagger in un Amateur Wrestling match non titolato. Nella puntata di SmackDown del 28 gennaio Kingston ha vinto un Battle Royal match contro Alberto Del Rio e Kane; poco dopo, Kingston e Rey Mysterio hanno sconfitto Del Rio e Kane. Il 30 gennaio, alla Royal Rumble, Kingston ha partecipato all'omonimo match entrando col numero 26 ma è stato eliminato da Randy Orton. Nella puntata di SmackDown del 4 febbraio Kingston è stato sconfitto da Drew McIntyre in un match non titolato. Nella puntata di SmackDown dell'11 febbraio Kingston è stato sconfitto da Alberto Del Rio in un match non titolato. Nella puntata di SmackDown del 18 febbraio Kingston è stato sconfitto dal WWE Champion The Miz in un match non titolato. Il 20 febbraio, ad Elimination Chamber, Kingston è stato sconfitto da Alberto Del Rio in un match non titolato. Nella puntata di SmackDown del 25 febbraio Kingston è stato sconfitto da Jack Swagger in un match non titolato. Nella puntata di SmackDown del 18 marzo Kingston è stato sconfitto dallo United States Champion Sheamus in un match non titolato. Nella puntata di SmackDown del 25 marzo Kingston ha perso il titolo contro Wade Barrett dopo 77 giorni di regno. Nella puntata di SmackDown del 1º aprile Kingston ha affrontato Wade Barrett per l'Intercontinental Championship ma lo ha sconfitto solo per squalifica (e senza quindi il cambio di titolo) a causa dell'intervento del Corre (Ezekiel Jackson, Heath Slater e Justin Gabriel). Il 3 aprile, a WrestleMania XXVII, Kingston, Santino Marella e i WWE Tag Team Champions Big Show e Kane hanno sconfitto il Corre. Nella puntata di SmackDown dell'8 aprile Kingston, Santino Marella e Big Show e Kane hanno sconfitto il Corre in un Tag Team 2-out-of-3 Falls match per 2-1. Nella puntata di SmackDown del 15 aprile Kingston ha partecipato ad un Battle Royal match con in palio l'opportunità di affrontare Alberto Del Rio ad Extreme Rules per il vacante World Heavyweight Championship ma la contesa è stata vinta da Christian. Nella puntata di SmackDown del 22 aprile Kingston ha affrontato Wade Barrett per l'Intercontinental Championship ma è stato sconfitto. Nella puntata di Raw del 25 aprile Kingston è apparso nello show rosso, dapprima vincendo un Tag Team Battle Royal match come parte del Team SmackDown contro il Team Raw e poi, poco dopo, sconfiggendo lo United States Champion Sheamus in un match non titolato.
Il 26 aprile 2011, per effetto del Draft supplementare, Kingston è tornato nel roster di Raw. Il 1º maggio, ad Extreme Rules, Kingston ha sconfitto Sheamus in un Tables match, conquistando così lo United States Championship per la seconda volta e rendendolo un'esclusiva del roster di Raw. Nella puntata di Raw del 2 maggio Kingston e Rey Mysterio hanno sconfitto Drew McIntyre e Jack Swagger. Nella puntata di Raw del 9 maggio Kingston ha difeso con successo il titolo contro Jack Swagger. Nella puntata di Raw del 16 maggio Kingston è stato sconfitto da CM Punk in un match non titolato. Nella puntata di Raw del 23 maggio Kingston ha sconfitto Drew McIntyre in un match non titolato. Nella puntata di Raw del 30 maggio Kingston è stato sconfitto da Dolph Ziggler in un match non titolato. Nella puntata di Raw del 6 giugno Kingston ha sconfitto Zack Ryder in un match non titolato. Nella puntata di Raw del 13 giugno Kingston e Evan Bourne hanno sconfitto Dolph Ziggler e Jack Swagger. Il 19 giugno, a Capitol Punishment, Kingston ha perso il titolo contro Dolph Ziggler dopo 49 giorni di regno. Nella puntata speciale Raw Roulette del 20 giugno Kingston ha affrontato Dolph Ziggler per lo United States Championship in un 2-out-of-3 Falls match ma lo ha sconfitto solamente per squalifica per 2-1 (e senza quindi il cambio di titolo) a causa dell'intervento di Vickie Guerrero. Nella puntata di Raw del 27 giugno Kingston ha sconfitto lo United States Champion Dolph Ziggler in un match non titolato. Nella puntata di Raw dell'11 luglio Kingston, Evan Bourne e Alex Riley hanno sconfitto Jack Swagger, R-Truth e The Miz. Il 17 luglio, a Money in the Bank, Kingston ha partecipato al Money in the Bank Ladder match del roster di Raw che comprendeva anche Alberto Del Rio, Alex Riley, Evan Bourne, Jack Swagger, The Miz, R-Truth e Rey Mysterio ma il match è stato vinto da Del Rio. Nella puntata di Raw del 18 luglio Kingston ha sconfitto il Mr. Money in the Bank Alberto Del Rio nei quarti di finale del torneo valevole per il vacante WWE Championship ma, poco dopo, è stato sconfitto da The Miz in semifinale. Nella puntata di Raw del 25 luglio Kingston è stato sconfitto da Alberto Del Rio. Nella puntata di Raw dell'8 agosto Kingston è stato sconfitto da The Miz. Il 14 agosto, a SummerSlam, Kingston, Rey Mysterio e John Morrison hanno sconfitto The Miz, Alberto Del Rio e R-Truth.
Nella puntata di Raw del 15 agosto 2011 Kingston ha iniziato a far coppia con Evan Bourne, chiamandosi Air Boom, e i due hanno poi sconfitto i WWE Tag Team Champions David Otunga e Michael McGillicutty in un match non titolato. Nella puntata di Raw del 22 agosto gli Air Boom hanno sconfitto David Otunga e Michael McGillicutty, conquistando così il WWE Tag Team Championship per la prima volta. Nella puntata di Raw del 29 agosto gli Air Boom hanno difeso con successo i titoli contro David Otunga e Michael McGillicutty nella rivincita. Nella puntata di Raw del 5 settembre gli Air Boom hanno sconfitto Jinder Mahal e The Great Khali. Nella puntata di SmackDown del 9 settembre gli Air Boom hanno nuovamente sconfitto Jinder Mahal e The Great Khali. Nella puntata di Raw del 12 settembre Kingston è stato sconfitto da The Miz. Il 18 settembre, a Night of Champions, gli Air Boom hanno difeso con successo i titoli contro gli Awesome Truth (The Miz e R-Truth). Nella puntata di Raw del 19 settembre gli Air Boom, Justin Gabriel e Sheamus hanno sconfitto Christian, David Otunga, Michael McGillicutty e Wade Barrett. Nella puntata di SmackDown del 23 settembre gli Air Boom hanno sconfitto gli Usos. Nella puntata di Raw del 26 settembre gli Air Boom e Zack Ryder hanno sconfitto lo United States Champion Dolph Ziggler, Jack Swagger e Mason Ryan. Il 2 ottobre, a Hell in a Cell, gli Air Boom hanno difeso con successo i titoli contro Dolph Ziggler e Jack Swagger. Nella puntata di Raw del 3 ottobre gli Air Boom, CM Punk, John Cena, Mason Ryan e Sheamus hanno sconfitto il WWE Champion Alberto Del Rio, Christian, l'Intercontinental Champion Cody Rhodes, David Otunga, lo United States Champion Dolph Ziggler e Jack Swagger. Nella puntata di SmackDown del 7 ottobre gli Air Boom sono stati sconfitti da Dolph Ziggler e Jack Swagger in un match non titolato. Nella puntata di Raw del 10 ottobre gli Air Boom e Mason Ryan hanno sconfitto David Otunga, Dolph Ziggler e Jack Swagger. Nella puntata di SmackDown del 14 ottobre Kingston ha partecipato ad un Battle Royal match per determinare il contendente nº1 al World Heavyweight Championship di Mark Henry ma è stato eliminato da Jack Swagger; poco dopo, Kingston e Zack Ryder hanno sconfitto Dolph Ziggler e lo stesso Swagger. Il 23 ottobre, a Vengeance, gli Air Boom hanno nuovamente difeso con successo i titoli contro Dolph Ziggler e Jack Swagger. Nella puntata di SmackDown del 28 ottobre gli Air Boom sono stati sconfitti dagli Awesome Truth in un match non titolato. Nella puntata di Raw del 31 ottobre gli Air Boom sono stati sconfitti da Wade Barrett e l'Intercontinental Champion Cody Rhodes in un match non titolato. Successivamente, Bourne è stato sospeso per 30 giorni per aver violato il Wellness Program. Nella puntata di Raw del 7 novembre Kingston è stato sconfitto dal WWE Champion Alberto Del Rio. Nella puntata di Raw del 14 novembre Kingston e Sin Cara sono stati sconfitti da Cody Rhodes e Hunico. Nella puntata di SmackDown del 18 novembre Kingston ha sconfitto Hunico. Il 20 novembre, a Survivor Series, Kingston ha partecipato ad un 5-on-5 Traditional Survivor Series Elimination match come parte del team di Randy Orton contro quello di Wade Barrett ma è stato eliminato dallo stesso Barrett, il quale si è poi aggiudicato l'incontro per la propria squadra. Nella puntata di Raw del 21 novembre Kingston è stato sconfitto da Wade Barrett. Nella puntata di SmackDown del 29 novembre Kingston ha sconfitto Jinder Mahal; poco dopo, Kingston ha partecipato ad un Battle Royal match ma l'incontro è stato vinto da Hornswoggle. Il 18 dicembre, a TLC: Tables, Ladders & Chairs, dopo il rientro di Bourne dalla sospensione, gli Air Boom hanno difeso con successo i titoli contro Primo e Epico. Nella puntata di SmackDown del 23 dicembre Kingston ha sconfitto Primo. Nella puntata di SmackDown del 6 gennaio 2012 gli Air Boom sono stati sconfitti da Primo e Epico in un match non titolato. Nella puntata di Raw del 9 gennaio Kingston è stato sconfitto dal World Heavyweight Champion Daniel Bryan. Il 15 gennaio, durante un House Show, gli Air Boom hanno perso i titoli contro Primo e Epico dopo 146 giorni di regno. Nella puntata di Raw del 16 gennaio gli Air Boom hanno affrontato Primo e Epico nella rivincita per il WWE Tag Team Championship ma sono stati sconfitti.
Il 29 gennaio 2012, alla Royal Rumble, dopo aver terminato la sua alleanza con Evan Bourne, Kingston ha partecipato all'omonimo match entrando col numero 11 ma è stato eliiminato dal rientrante Sheamus, il quale si è poi aggiudicato la contesa. Nella puntata di Raw del 30 gennaio Kingston ha sconfitto The Miz. Nella puntata di Raw del 6 febbraio Kingston ha partecipato ad un Six-pack Challenge match che comprendeva anche il WWE Champion CM Punk, Chris Jericho, Dolph Ziggler, The Miz e R-Truth ma l'incontro è stato vinto da Jericho. Nella puntata di Raw del 13 febbraio Kingston è stato sconfitto da Chris Jericho. Il 19 febbraio, ad Elimination Chamber, Kingston ha partecipato all'Elimination Chamber match per il WWE Championship che comprendeva anche il campione CM Punk, Chris Jericho, Dolph Ziggler, The Miz e R-Truth ma è stato eliminato da Jericho, mentre Punk si è aggiudicato l'incontro. Nella puntata di Raw del 20 febbraio Kingston ha stretto un'alleanza con R-Truth e i due hanno poi sconfitto i WWE Tag Team Champions Primo e Epico in un match non titolato; poco dopo, Kingston ha partecipato ad un Battle Royal match per determinare il contendente nº1 al WWE Championship di CM Punk ma l'incontro è stato vinto da Chris Jericho. Nella puntata di SmackDown del 21 febbraio Kingston e R-Truth sono stati sconfitti dallo United States Champion Jack Swagger e Dolph Ziggler. Nella puntata di Raw del 27 febbraio Kingston e R-Truth hanno partecipato ad un Triple Threat Tag Team match per il WWE Tag Team Championship che comprendeva anche i campioni, Primo e Epico, e Doph Ziggler e Jack Swagger ma l'incontro è stato vinto dai campioni. Nella puntata di SmackDown deI 9 marzo Kingston e R-Truth hanno sconfitto i WWE Tag Team Champions Primo e Epico in un match non titolato. Nella puntata di SmackDown del 16 marzo Kingston ha sconfitto David Otunga. Nella puntata di Raw del 19 marzo Kingston e R-Truth sono stati sconfitti da Dolph Ziggler e Jack Swagger. Nella puntata di SmackDown del 30 marzo Kingston è stato sconfitto da Chris Jericho. Il 1º aprile, a WrestleMania XXVIII, Kingston, R-Truth, Booker T, The Great Khali, lo United States Champion Santino Marella e Zack Ryder sono stati sconfitti da David Otunga, Dolph Ziggler, Drew McIntyre, Mark Henry, Jack Swagger e The Miz. Nella puntata di Raw del 2 aprile Kingston ha sconfitto Cody Rhodes. Nella puntata di Raw del 16 aprile Kingston è stato sconfitto da Daniel Bryan. Nella puntata di Raw del 23 aprile Kingston è stato sconfitto da Chris Jericho. Nella puntata di Raw del 30 aprile Kingston e R-Truth hanno sconfitto Primo e Epico, conquistando così il WWE Tag Team Championship per la prima volta (per Kingston si è trattato del secondo regno come campione). Nella puntata di SmackDown del 4 maggio Kiingston e R-Truth hanno sconfitto Camacho e Hunico. Nella puntata di Raw del 7 maggio Kingston è stato sconfitto da Dolph Ziggler. Nella puntata di Raw del 14 maggio Kingston, R-Truth e Brodus Clay hanno sconfitto Dolph Ziggler, Jack Swagger e The Miz. Nella puntata di SmackDown del 18 maggio Kingston e R-Truth hanno sconfitto Darren Young e Titus O'Neil. Il 20 maggio, a Over the Limit, Kingston e R-Truth hanno difeso con successo i titoli contro Dolph Ziggler e Jack Swagger. Nella puntata di Raw del 28 maggio Kingston e R-Truth hanno nuovamente difeso con successo i titoli contro Dolph Ziggler e Jack Swagger. Nella puntata di Raw del 4 giugno Kingston e R-Truth hanno sconfitto Curt Hawkins e Tyler Reks. Nella puntata di Raw dell'11 giugno Kingston è stato sconfitto da Big Show, il quale aveva brutalmente attaccato R-Truth, in uno Steel Cage match. Nella puntata di Raw del 2 luglio Kingston, R-Truth, l'Intercontinental Champion Christian e lo United States Champion Santino Marella hanno sconfitto i Prime Time Players, David Otunga e Cody Rhodes. Nella puntata di SmackDown del 3 luglio Kingston ha partecipato ad un Battle Royal match ma l'incontro è stato vinto da Zack Ryder. Il 15 luglio, nel Pre-show di Money in the Bank, Kingston e R-Truth hanno difeso con successo i titoli contro Camacho e Hunico. Nella puntata di Raw del 16 luglio Kingston e R-Truth hanno difeso con successo i titoli contro i Prime Time Players. Nella puntata di SmackDown del 20 luglio Kingston, R-Truth e Primo e Epico sono stati sconfitti dai Prime Time Players, Camacho e Hunico. Nella puntata di Raw del 30 luglio Kingston è stato sconfitto da Titus O'Neil. Il 19 agosto, a SummerSlam, Kingston e R-Truth hanno difeso con successo i titoli contro i Prime Time Players. Nella puntata di Raw del 20 agosto Kingston, R-Truth e Sin Cara hanno sconfitto i Prime Time Players e Cody Rhodes. Nella puntata di SmackDown del 24 agosto Kingston e R-Truth hanno sconfitto Primo e Epico. Nella puntata di Raw del 10 settembre Kingston e R-Truth hanno sconfitto The Miz e lo United States Champion Antonio Cesaro. Nella puntata di SmackDown del 14 settembre Kingston è stato sconfitto da Kane. Il 16 settembre, a Night of Champions, Kingston e R-Truth hanno perso i titoli contro il Team Hell No dopo 139 giorni di regno. Nella puntata di Raw del 17 settembre Kingston e R-Truth hanno affrontato il Team Hell No nella rivincita per il WWE Tag Team Championship ma sono stati sconfitti. Nella puntata di Raw del 24 settembre Kingston è stato sconfitto dal Mr. Money in the Bank Dolph Ziggler. Nella puntata di Raw del 1º ottobre Kingston è stato sconfitto da Alberto Del Rio. Nella puntata di SmackDown del 5 ottobre Kingston e R-Truth sono stati sconfitti dai Prime Time Players nei quarti di finale del torneo per determinare i contendenti nº1 al WWE Tag Team Championship del Team Hell No, sciogliendo definitivamente la loro alleanza.
Nella puntata di SmackDown del 12 ottobre 2012 Kingston è stato sconfitto da Big Show. Nella puntata di Raw del 15 ottobre Kingston ha sconfitto l'Intercontinental Champion The Miz in un match non titolato. Nella puntata di Main Event del 16 ottobre Kingston ha sconfitto nuovamente The Miz, conquistando in tale circostanza l'Intercontinental Championship per la quarta volta. Nella puntata di Raw del 22 ottobre Kingston ha sconfitto Michael McGillicutty. Il 28 ottobre, a Hell in a Cell, Kingston ha difeso con successo il titolo nella rivincita contro The Miz. Nella puntata di Raw del 29 ottobre Kingston ha sconfitto lo United States Champion Antonio Cesaro per squalifica in un match non titolato. Nella puntata di SmackDown del 2 novembre Kingston e Sheamus sono stati sconfitti dal World Heavyweight Champion Big Show e The Miz. Nella puntata di Raw del 5 novembre Kingston ha sconfitto Alberto Del Rio. Nella puntata di SmackDown del 9 novembre Kingston ha difeso con successo il titolo contro The Miz. Nella puntata di Raw del 12 novembre Kingston e Randy Orton sono stati sconfitti dal Mr. Money in the Bank Dolph Ziggler e Alberto Del Rio. Nella puntata di SmackDown del 16 novembre Kingston è stato sconfitto da Damien Sandow in un match non titolato. Il 18 novembre, a Survivor Series, Kingston ha partecipato ad un 5-on-5 Traditional Survivor Series Elimination match come membro del team di Mick Foley contro quello di Dolph Ziggler ma è stato eliminato da Wade Barrett; con la squadra di Ziggler che ha poi vinto la contesa. Nella puntata di Raw del 19 novembre Kingston è stato sconfitto da Wade Barrett in un match non titolato. Nella puntata di SmackDown del 23 novembre Kingston ha difeso con successo il titolo contro Damien Sandow. Nella puntata di Raw del 26 novembre Kingston ha sconfitto Tensai. Nella puntata di SmackDown del 30 novembre Kingston e i WWE Tag Team Champions, il Team Hell No hanno sconfitto i Prime Time Players e Wade Barrett. Nella puntata di Raw del 3 dicembre Kingston ha partecipato ad un Fatal 4-Way match per lo United States Championship che comprendeva anche il campione Antonio Cesaro, R-Truth e Wade Barrett ma l'incontro è stato vinto da Cesaro. Nella puntata di Raw del 10 dicembre Kingston è stato sconfitto dallo United States Champion Antonio Cesaro in un match non titolato. Nella puntata di SmackDown del 14 dicembre Kingston ha sconfitto Alberto Del Rio. Il 16 dicembre, a TLC: Tables, Ladders & Chairs, Kingston ha difeso con successo il titolo contro Wade Barrett. Nella puntata di Raw del 17 dicembre Kingston ha sconfitto Tensai. Nella puntata di SmackDown del 18 dicembre Kingston e i WWE Tag Team Champions, il Team Hell No, hanno sconfitto i Prime Time Players e Wade Barrett. Nella puntata di Raw del 24 dicembre Kingston e The Miz hanno sconfitto lo United States Champion Antonio Cesaro e Wade Barrett. Nella puntata di SmackDown del 28 dicembre Kingston e il Team Hell No sono stati sconfitti dai Rhodes Scholars e Wade Barrett. Nella puntata di Raw del 31 dicembre Kingston ha perso il titolo contro Wade Barrett dopo 74 giorni di regno. Nella puntata di SmackDown del 4 gennaio 2013 Kingston ha affrontato Wade Barrett nella rivincita per l'Intercontinental Championship ma è stato sconfitto.
Nella puntata di SmackDown del 18 gennaio 2013 Kingston è stato sconfitto dallo United States Champion Antonio Cesaro. Il 27 gennaio, alla Royal Rumble, Kingston ha presto parte all'omonimo match entrando col numero 4 ma è stato eliminato da Cody Rhodes. Nella puntata di SmackDown del 1º febbraio Kingston è stato sconfitto dal rientrante Jack Swagger. Nella puntata di SmackDown dell'8 febbraio Kingston è stato sconfitto da Cody Rhodes. Nella puntata di Raw dell'11 febbraio Kingston è stato sconfitto dall'Intercontinental Champion Wade Barrett. Il 17 febbraio, ad Elimination Chamber, Kingston è stato sconfitto dal Mr. Money in the Bank Dolph Ziggler. Nella puntata di Raw dell'11 marzo Kingston è stato sconfitto da Mark Henry. Nella puntata di SmackDown del 22 marzo Kingston è stato sconfitto da Dolph Ziggler. Nella puntata di SmackDown del 5 aprile Kingston è stato sconfitto da Jack Swagger. Nella puntata di Raw dell'8 aprile Kingston è stato sconfitto da Fandango per squalifica a causa dell'intervento di Chris Jericho. Nella puntata di SmackDown del 12 aprile Kingston ha sconfitto lo United States Champion Antonio Cesaro in un match non titolato. Nella puntata di Raw del 15 aprile Kingston ha nuovamente sconfitto Antonio Cesaro dopo due Trouble in Paradise, conquistando in tale circostanza lo United States Championship per la terza volta. Nella puntata di SmackDown del 19 aprile Kingston ha sconfitto l'Intercontinental Champion Wade Barrett in un match non titolato. Nella puntata di Raw del 29 aprile Kingston è stato sconfitto dal World Heavyweight Champion Dolph Ziggler in un match non titolato. Nella puntata di Raw del 6 maggio Kingston e gli Usos sono stati sconfitti dallo Shield. Nella puntata di SmackDown del 10 maggio Kingston ha sconfitto Cody Rhodes. Nella puntata di Raw del 13 maggio Kingston ha sconfitto Damien Sandow. Il 19 maggio, ad Extreme Rules, Kingston ha perso il titolo contro Dean Ambrose dopo 34 giorni di regno. Nella puntata di Raw del 20 maggio Kingston e il Team Hell No sono stati sconfitti dallo Shield. Nella puntata di SmackDown del 24 maggio Kingston ha affrontato Dean Ambrose nella rivincita per lo United States Championship ma lo ha sconfitto solo per squalifica (e senza quindi il cambio di titolo) a causa dell'intervento dello Shield; poco dopo, Kingston, Randy Orton e Sheamus sono stati sconfitti dallo Shield. Nella puntata di Raw del 27 maggio Kingston ha affrontato Dean Ambrose per lo United States Championship ma è stato sconfitto. Nella puntata di SmackDown del 31 maggio Kingston è stato pesantemente sconfitto da Ryback, venendo poi brutalmente attaccato e schiantato attraverso due tavoli.
Kingston ha fatto il suo ritorno nella puntata di Raw del 5 agosto 2013, dove ha sconfitto Fandango. Nella puntata di SmackDown del 9 agosto Kingston è stato sconfitto da Fandango. Nella puntata di Raw del 12 agosto Kingston è stato sconfitto dal World Heavyweight Champion Alberto Del Rio. Nella puntata di SmackDown del 6 settembre Kingston ha sconfitto l'Intercontinental Champion Curtis Axel in un match non titolato. Nella puntata di Raw del 9 settembre Kingston ha sconfitto Curtis Axel per squalifica in un match non titolato. Il 15 settembre, a Night of Champions, Kingston ha affrontato Curtis Axel per l'Intercontinental Championship ma è stato sconfitto. Nella puntata di SmackDown del 20 settembre Kingston, i Prime Time Players, Dolph Ziggler e Rob Van Dam hanno affrontato lo Shield in un 5-on-3 Handicap Gauntlet match ma l'incontro è terminato in no-contest. Nella puntata di Raw del 23 settembre Kingston è stato sconfitto dal World Heavyweight Champion Alberto Del Rio; poco dopo, Kingston, i Prime Time Players, gli Usos, Daniel Bryan, Dolph Ziggler, Justin Gabriel e Zack Ryder hanno sconfitto lo Shield in un 11-on-3 Handicap Elimination match. Nella puntata di SmackDown del 27 settembre Kingston, Dolph Ziggler e Rob Van Dam sono stati sconfitti dallo Shield. Nella puntata di Raw del 30 settembre Kingston ha sconfitto Fandango. Nella puntata di SmackDown del 4 ottobre Kingston ha sconfitto Big E Langston. Il 6 ottobre, a Battleground, Kingston è stato sconfitto da Bray Wyatt. Nella puntata di Raw del 7 ottobre Kingston è stato sconfitto da Randy Orton. Nella puntata di SmackDown del 18 ottobre Kingston e The Miz sono stati sconfitti dalla Wyatt Family (Erick Rowan e Luke Harper). Nella puntata di Raw del 21 ottobre Kingston e The Miz sono stati nuovamente sconfitti dalla Wyatt Family. Il 27 ottobre, nel Kick-off di Hell in a Cell, Kingston è stato sconfitto dal Mr. Money in the Bank Damien Sandow. Nella puntata di Raw del 4 novembre Kingston è stato sconfitto da Alberto Del Rio. Nella puntata di Raw dell'11 novembre Kingston è stato sconfitto da Damien Sandow. Nella puntata di Raw del 18 novembre Kingston e The Miz sono stati sconfitti dai Real Americans. Il 24 novembre, nel Kick-off di Survivor Series, Kingston è stato sconfitto da The Miz. Nella puntata di Raw del 25 novembre Kingston è stato nuovamente sconfitto da The Miz. Nella puntata di Raw del 9 dicembre Kingston è stato sconfitto per la terza volta da The Miz. Il 15 dicembre, a TLC: Tables, Ladders & Chairs, Kingston si è preso la rivincita sconfiggendo The Miz in un No Disqualification match. Nella puntata di SmackDown del 20 dicembre Kingston è stato sconfitto da Fandango. Nella puntata di Raw del 23 dicembre Kingston è stato sconfitto da Ryback.
Nella puntata di NXT del 1º gennaio 2014 Kingston è apparso per la prima volta nello show giallo, venendo tuttavia sconfitto da Alexander Rusev. Nella puntata di Raw del 13 gennaio Kingston ha sconfitto a sorpresa il WWE World Heavyweight Champion Randy Orton in un match non titolato. Nella puntata di NXT del 14 gennaio Kingston ha sconfitto Alexander Rusev. Nella puntata di Raw del 20 gennaio Kingston è stato sconfitto dal WWE World Heavyweight Champion Randy Orton per squalifica a causa dell'intervento di John Cena. Nella puntata di SmackDown del 24 gennaio Kingston ha sconfitto Fandango. Il 26 gennaio, alla Royal Rumble, Kingston ha partecipato all'omonimo match entrando col numero 8 ma è stato eliminato da Roman Reigns. Nella puntata di Raw del 27 gennaio Kingston è stato sconfitto da Alberto Del Rio. Nella puntata di SmackDown del 31 gennaio Kingston ha sconfitto Damien Sandow. Nella puntata di Raw del 3 febbraio Kingston, Rey Mysterio e l'Intercontinental Champion Big E sono stati sconfitti dallo Shield. Nella puntata di SmackDown del 7 febbraio Kingston e Dolph Ziggler sono stati sconfitti da Dean Ambrose e Roman Reigns. Nella puntata di SmackDown del 14 febbraio Kingston ha partecipato ad un Fatal 4-Way match che comprendeva anche Jack Swagger, Mark Henry e Rey Mysterio per determinare il contendente nº1 all'Intercontinental Championship di Big E ma l'incontro è stato vinto da Swagger. Nella puntata di Raw del 17 febbraio Kingston è stato sconfitto da Jack Swagger. Nella puntata di SmackDown del 14 marzo Kingston è stato sconfitto da Bray Wyatt. Nella puntata di Raw del 17 marzo Kingston è stato nuovamente sconfitto da Bray Wyatt. Il 6 aprile, a WrestleMania XXX, Kingston ha partecipato all'André The Giant Memorial Battle Royal ma è stato eliminato da Sheamus. Nella puntata di SmackDown dell'11 aprile Kingston è stato sconfitto da Bad News Barrett. Nella puntata di Raw del 5 maggio Kingston ha partecipato ad un Battle Royal match per lo United States Championship ma è stato eliminato dal campione Dean Ambrose, mentre Sheamus ha poi vinto l'incontro e il titolo. Nella puntata di SmackDown del 9 maggio Kingston è stato sconfitto da Alexander Rusev. Il 1º giugno, a Payback, il match tra Kingston e Bo Dallas è terminato in no-contest a causa dall'intervento di Kane. Nella puntata di Raw del 2 giugno Kingston è stato sconfitto da Bo Dallas. Nella puntata di Raw del 16 giugno Kingston ha partecipato ad un Battle Royal match di qualificazione al Ladder match di Money in the Bank per il vacante WWE World Heavyweight Championship ma l'incontro è stato vinto da Roman Reigns. Nella puntata di SmackDown del 20 giugno Kingston è stato sconfitto da Seth Rollins. Nella puntata di Raw del 23 giugno Kingston è stato sconfitto da Jack Swagger. Il 29 giugno, a Money in the Bank, Kingston ha partecipato all'omonimo match che comprendeva anche Dean Ambrose, Dolph Ziggler, Jack Swagger, Rob Van Dam e Seth Rollins ma l'incontro è stato vinto da quest'ultimo. Nella puntata di Raw del 7 luglio Kingston ha sconfitto Cesaro. Nella puntata di SmackDown del 18 luglio Kingston è stato sconfitto da Alberto Del Rio. Il 20 luglio, a Battleground, Kingston ha partecipato ad un Battle Royal match per il vacante Intercontinental Championship ma l'incontro è stato vinto da The Miz, il quale si è aggiudicato il titolo.
Durante la puntata di Raw del 21 luglio Kofi insieme a Big E perde un match contro i Rybaxel e successivamente si unisce (sempre insieme a Big E) alla stable fondata da Xavier Woods.

#### The New Day (2014–2019)

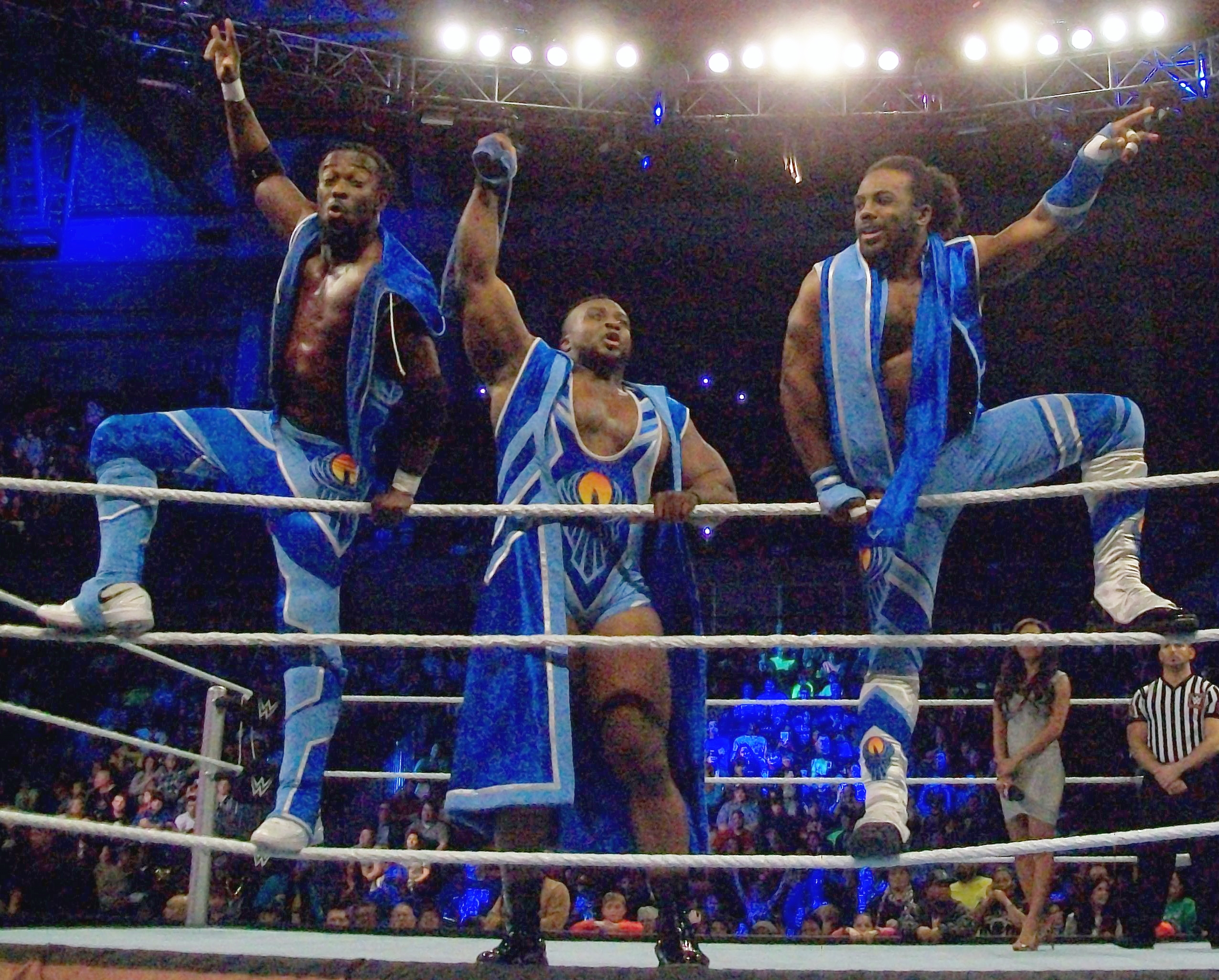
Kingston (a sinistra) come membro del New Day

Nella puntata di SmackDown del 28 novembre, ha debuttato nella stable The New Day insieme a Big E e Xavier Woods, sconfiggendo Curtis Axel, Heath Slater e Titus O'Neil. In seguito il trio ha iniziato una faida con Goldust e Stardust che ha visto il New Day sconfiggerli a TLC: Tables, Ladders & Chairs. A WrestleMania 31, il New Day ha partecipato al Fatal Four-Way per il WWE Tag Team Championship contro gli Usos, i Los Matadores e i detentori dei titoli Cesaro e Tyson Kidd, in cui però si sono confermanti campioni questi ultimi. Dopo aver vinto un match contro i Lucha Dragons in quel di Raw, laureandosi così primi sfidanti ai titoli, a Extreme Rules, Kingston e Big E hanno sconfitto Cesaro e Kidd laureandosi nuovi campioni di coppia. A Payback, il New Day ha mantenuto i titoli nel rematch contro Cesaro e Tyson Kidd. A Elimination Chamber si sono aggiudicati il Tag Team Elimination Chamber match battendo Tyson Kidd e Cesaro, i Lucha Dragons, gli The Ascension, i Prime Time Players e i Los Matadores.
Il 14 giugno, a Money in the Bank, Big E e Xavier Woods sono stati sconfitti dai Prime Time Players, perdendo così i titoli di coppia. Durante lo stesso PPV, Kofi ha partecipato al Money in the Bank ladder match, senza riuscire ad aggiudicarsi la valigetta. Durante l'evento speciale andato in onda da Tokyo The Beast in the East, ha combattuto in un match contro Brock Lesnar, ma è stato sconfitto dopo pochi minuti dall'ex WWE World Heavyweight Champion. A Battleground, il New Day non è riuscito a sconfiggere i detentori dei titoli, i Prime Time Players. A SummerSlam del 23 agosto il New Day (rappresentato da Kingston e Big E) ha vinto Fatal-Four Way match per il WWE Tag Team Championship che comprendeva anche i Lucha Dragons e i Los Matadores, dopo che Kingston ha schienato Diego dei Matadores. Dopo aver sconfitto i Prime Time Players nella puntata di Raw del 14 settembre, Big E e Kingston hanno iniziato una faida con i rientranti Dudley Boyz, che hanno affrontato in tre diverse occasioni: a Night of Champions e a WWE Live from Madison Square Garden, dove hanno perso entrambi i match per squalifica e pertanto sono rimasti campioni; a Hell in a Cell, invece, Big E e Kingston hanno sconfitto i Dudley Boyz. Alle Survivor Series, insieme a King Barrett e Sheamus, il New Day è stato sconfitto in un Survivor Series elimination tag team match dagli Usos e i Lucha Dragons e Ryback. Big E e Kingston hanno difeso con successo il titolo anche a TLC: Tables, Ladders and Chairs, dove hanno sconfitto gli Usos e i Lucha Dragons in un triple threat tag team ladder match. Dopo aver difeso con successo il titolo in match separati contro i Lucha Dragons (nella puntata di SmackDown del 22 dicembre) e gli Usos (alla Royal Rumble).
Nel mese di febbraio, a partire da Fastlane, durante il Cutting Edge Peep Show condotto da Edge e Christian i membri della New Day hanno iniziato a prendere in giro quelli della League of Nations, effettuando un turn face: ciò ha portato i membri della League of Nations a interrompere il segmento. Big E e Kingston hanno difeso con successo il titolo anche nella puntata di Raw del 7 marzo, quando hanno sconfitto AJ Styles e Chris Jericho. Nel mese di marzo i membri del New Day hanno continuato a prendere in giro quelli della League of Nations attraverso dei video parodia e le due fazioni si sono sfidate in un tag team match valido per il WWE Tag Team Championship a Roadblock, dove Big E e Kingston hanno sconfitto Sheamus e Barrett, ripetendosi anche la sera dopo a Raw, quando Big E e Woods hanno sconfitto Rusev e Del Rio, il che ha portato la League of Nations ad attaccare il New Day al termine del match, con la rivalità tra le due fazioni che è culminata a WrestleMania 32 (il 15 marzo era stato annunciato un handicap match tra le due fazioni e non era chiaro se il WWE Tag Team Championship fosse in palio o no), dove Big E, Kingston e Woods sono stati sconfitti da Sheamus, Del Rio e Rusev in un match non titolato, rifacendosi però nella puntata di Raw successiva, quando Big E e Kingston hanno nuovamente difeso con successo il titolo contro Sheamus e Barrett.

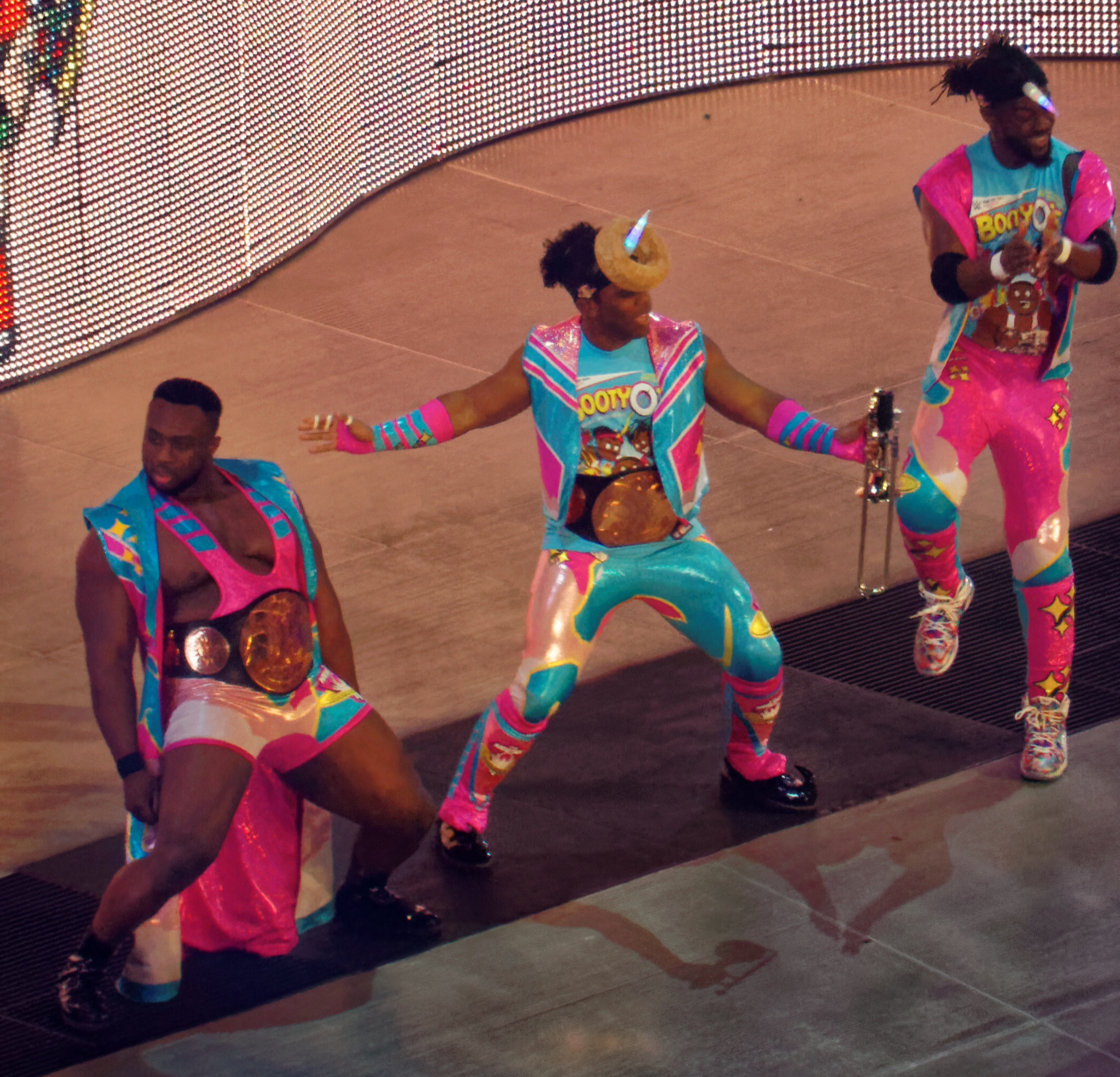
Kofi Kingston (il primo a destra) come WWE Tag Team Champion nell'aprile 2016

Chiusa la faida con la League of Nations, il New Day ne ha iniziata una con i debuttanti Vaudevillains, i quali hanno sconfitto (a tavolino) Enzo Amore e Colin Cassady a Payback il 1º maggio, diventando i contendenti nº1 ai titoli di coppia. Il 12 maggio a SmackDown Aiden English ha sconfitto Kingston. Il New Day ha dunque iniziato a prendere in giro i Vaudevillains nella puntata di Raw del 16 maggio e questi due hanno attaccato il trio. Il 22 maggio a Extreme Rules Big E e Woods hanno difeso con successo i titoli contro i Vaudevillains. Nella puntata di Raw del 30 maggio Kingston e Big E hanno sconfitto i Vaudevillains per squalifica a causa dell'intervento di Karl Anderson e Luke Gallows ai loro danni. Nella puntata di SmackDown del 2 giugno Kingston è stato sconfitto da AJ Styles. Nella puntata di Raw del 6 giugno, il New Day ha affrontato il The Club (composto oltre che da Gallows e Anderson anche da AJ Styles) in un 6-man Tag Team match ma è stato sconfitto. Il 19 giugno a Money in the Bank Kingston e Big E hanno difeso con successo i titoli in un Fatal 4-Way Tag Team match che includeva anche Karl Anderson e Luke Gallows, Enzo Amore e Big Cass e i Vaudevillains. Il 19 luglio il New Day ha raggiunto e superato il record del regno più lungo come campioni (il precedente primato apparteneva a Paul London e Brian Kendrick con 331 giorni).
Con la Draft Lottery avvenuta nella puntata di SmackDown del 19 luglio, il New Day è stato trasferito nel roster di Raw e con tutto il gruppo anche i WWE Tag Team Championships. Il 24 luglio a Battleground il New Day è stato sconfitto dalla Wyatt Family in un 6-man tag team match non titolato. Nella puntata di Raw del 1º agosto Big E e Kingston hanno trionfato su Karl Anderson e Luke Gallows in un match non titolato ma, nel post match, i due avversari hanno brutalmente attaccato Big E, infortunandolo all'inguine (kayfabe). Nella successiva puntata di Raw dell'8 agosto è stato annunciato che Kingston e Woods, privi dell'infortunato Big E, dovranno affrontare Luke Gallows e Karl Anderson a SummerSlam con in palio i WWE Tag Team Championships. Quella stessa sera Kingston è stato sconfitto da Luke Gallows. Nella puntata di Raw del 15 agosto Kingston e Woods hanno sconfitto i Dudley Boyz in un match non titolato. Il 21 agosto a SummerSlam Anderson e Gallows hanno sconfitto Kingston e Woods per squalifica a causa dell'intervento del rientrante Big E, facendo sì che il New Day mantenesse i titoli. Nella puntata di Raw del 12 settembre Kingston e Woods sono stati sconfitti da Gallows e Anderson in un match non titolato. Il 25 settembre a Clash of Champions Big E e Kingston hanno difeso con successo i titoli contro Anderson e Gallows. La scena si è ripetuta anche la sera dopo a Raw, quando Big E e Kingston hanno nuovamente difeso con successo i titoli contro Anderson e Gallows. In seguito il New Day ha iniziato una faida con l'improbabile alleanza formata da Cesaro e Sheamus: nella puntata di Raw del 10 ottobre Kingston ha sconfitto Cesaro. Tuttavia, nella puntata di Raw del 24 ottobre, Big E e Kingston sono stati sconfitti da Cesaro e Sheamus in un match non titolato. Il 30 ottobre a Hell in a Cell Cesaro e Sheamus hanno sconfitto Big E e Woods per squalifica ma il New Day ha comunque mantenuto i titoli. Il 20 novembre, a Survivor Series, Big E e Kingston hanno preso parte ad un 10-on-10 Traditional Survivor Series Tag Team Elimination match come membri e capitani del Team Raw che ha sconfitto il Team SmackDown (anche se Big E e Woods sono stati eliminati subito dagli Usos). Nella puntata di Raw del 21 novembre Big E e Kingston hanno difeso con successo i titoli contro Cesaro e Sheamus grazie ad una distrazione di Woods. Nella puntata di Raw del 28 novembre Big E e Woods hanno difeso con successo i titoli contro Luke Gallows e Karl Anderson. Nella puntata di Raw del 12 dicembre Big E e Kingston hanno difeso con successo i titoli in un Triple Threat Tag Team match che comprendeva anche Cesaro e Sheamus e Luke Gallows e Karl Anderson; Kingston ha schienato Anderson dopo che questi era stato colpito dal Brogue Kick di Sheamus, mentre Big E ha tenuto bloccato Cesaro. Più tardi, quella stessa sera, Big E e Woods hanno difeso con successo i titoli in un altro Triple Threat Tag Team match che includeva stavolta i Jeri-KO (Chris Jericho e il WWE Universal Champion Kevin Owens) e lo United States Champion Roman Reigns e Seth Rollins; in questo caso Woods ha schienato Jericho dopo che questi era stato colpito dal Pedigree di Rollins, mentre Big E ha tenuto fermo lo stesso Rollins. Dopo 479 giorni di regno, i membri del New Day sono diventati i campioni di coppia più longevi della storia della WWE, avendo superato il record dei Demolition, che avevano detenuto l'ormai soppresso World Tag Team Championship per appunto 478 giorni. Il 18 dicembre, a Roadblock: End of the Line, Big E e Kingston sono stati sconfitti da Cesaro e Sheamus, perdendo i titoli dopo 483 giorni di regno. Nella puntata di Raw del 26 dicembre Kingston e Woods hanno affrontato Cesaro e Sheamus per il WWE Raw Tag Team Championship ma sono stati sconfitti. Nella puntata di Raw del 9 gennaio 2017 Kingston ha sconfitto Titus O'Neil. Nella puntata di Raw del 23 gennaio Big E e Kingston insieme a Enzo Amore e Big Cass sono stati sconfitti da Titus O'Neil, Rusev, Jinder Mahal e Braun Strowman. Il 29 gennaio Kingston ha partecipato al Royal Rumble match dell'omonimo pay-per-view entrando col numero 14 ma è stato eliminato da Cesaro e Sheamus insieme a Big E e Woods. Nella puntata di Main Event del 5 febbraio il New Day ha sconfitto gli Shining Stars e Titus O'Neil. Nella puntata di Raw del 13 febbraio Kingston ha sconfitto Bo Dallas. Nella puntata di Raw del 20 febbraio Big E e Kingston hanno sconfitto Rusev e Jinder Mahal. Nella puntata di Raw del 6 marzo Big E e Kingston hanno sconfitto gli Shining Stars. Nella puntata di Raw del 3 aprile Big E e Woods sono stati sconfitti dai debuttanti Revival; nel post match anche Kingston è stato brutalmente attaccato da Wilder e Dawson, venendo infortunato (kayfabe).
Con lo Shake-up dell'11 aprile l'intero New Day è stato trasferito nel roster di SmackDown senza tuttavia debuttare a causa dell'infortunio di Kingston; sono state, invece, mandate delle vignette per pubblicizzare il debutto del trio. Il New Day ha debuttato ufficialmente a SmackDown il 30 maggio, dove hanno avuto un confronto con gli SmackDown Tag Team Champions, gli Usos, annunciando loro che il General Manager Shane McMahon li ha inseriti in un match a Money in the Bank per i titoli di coppia. Nella puntata di SmackDown del 6 giugno Big E e Woods hanno sconfitto i Colóns. Nella puntata di SmackDown del 13 giugno Kingston, Woods e i Breezango hanno sconfitto i Colóns e gli Usos. Il 18 giugno, a Money in the Bank, Big E e Kingston hanno affrontato gli Usos per lo SmackDown Tag Team Championship ma hanno vinto l'incontro per count-out e senza dunque il cambio di titolo. Nella puntata di SmackDown del 18 luglio Kingston è stato sconfitto da Jimmy Uso. Il 23 luglio, a Battleground, Kingston e Woods hanno sconfitto gli Usos conquistando così lo SmackDown Tag Team Championship per la prima volta; anche in questo caso, nonostante Kingston e Woods abbiano vinto il titolo, anche Big E è stato riconosciuto come campione sotto la "Freebird Rule". Nella puntata di SmackDown del 15 agosto Kingston e Woods sono stati sconfitti dagli Usos in un match non titolato. Il 20 agosto, nel Kick-off di SummerSlam, Big E e Woods hanno perso i titoli contro gli Usos dopo 28 giorni di regno. Nella puntata di SmackDown del 29 agosto Big E e Kingston sono stati sconfitti dagli Usos. Nella puntata di Sin City SmackDown Live del 12 settembre Big E e Kingston hanno sconfitto gli Usos in un Sin City Street Fight, conquistando così lo SmackDown Tag Team Championship per la seconda volta. Big E e Kingston hanno vinto il match, ma anche Woods è riconosciuto come campione sotto la "Freebird Rule". Nella puntata di SmackDown del 19 settembre Big E e Kingston hanno sconfitto gli Hype Bros in un match non titolato. L'8 ottobre, a Hell in a Cell, Big E e Woods hanno perso i titoli contro gli Usos in un Tag Team Hell in a Cell match, interrompendo il loro regno durato 26 giorni. Nella puntata di SmackDown del 24 ottobre Kingston e Woods sono stati sconfitti da Chad Gable e Shelton Benjamin. Nella puntata di SmackDown del 7 novembre Kingston ha sconfitto da Sami Zayn. Il 19 novembre, a Survivor Series, il New Day è stato sconfitto dallo Shield. Nella puntata di SmackDown del 21 novembre Big E e Kingston sono stati sconfitti da Kevin Owens e Sami Zayn in un Lumberjack match. Nella puntata di SmackDown del 28 novembre Kingston e Woods hanno sconfitto Chad Gable e Shelton Benjamin. Nella puntata di SmackDown del 5 dicembre Big E e Kingston sono stati sconfitti da Aiden English e Rusev. Il 17 dicembre, a Clash of Champions, Big E e Kingston hanno partecipato ad un Fatal 4-Way Tag Team match per lo SmackDown Tag Team Championship che includeva anche Aiden English e Rusev, Chad Gable e Shelton Benjamin e i campioni, gli Usos, ma il match è stato vinto da questi ultimi. Nella puntata di SmackDown del 19 dicembre Kingston e Woods hanno sconfitto Aiden English e Rusev. Nella puntata di SmackDown del 23 gennaio Kingston, Woods e lo United States Champion Bobby Roode hanno sconfitto Aiden English, Jinder Mahal e Rusev. Il 28 gennaio, alla Royal Rumble, Kingston ha partecipato all'omonimo match entrando col numero 16 ma è stato eliminato dall'NXT Champion Andrade "Cien" Almas. Nella puntata di SmackDown del 30 gennaio Kingston ha partecipato ad un Fatal 4-Way match che includeva anche Jinder Mahal, Rusev e Zack Ryder per determinare il contendente nº1 allo United States Championship di Bobby Roode ma il match è stato vinto da Rusev. Nella puntata di SmackDown del 13 febbraio Big E e Kingston hanno sconfitto Chad Gable e Shelton Benjamin. L'11 marzo, a Fastlane, Kingston e Woods hanno affrontato gli Usos per il WWE SmackDown Tag Team Championship ma il match è terminato in no-contest a causa dell'intervento dei Bludgeon Brothers. L'8 aprile, a WrestleMania 34, Big E e Kingston hanno partecipato ad un Triple Threat Tag Team match per il WWE SmackDown Tag Team Championship che includeva anche i campioni, gli Usos, e i Bludgeon Brothers ma il match è stato vinto da questi ultimi. Il 27 aprile, a Greatest Royal Rumble, Kingston ha partecipato al Royal Rumble match a 50 uomini entrando col numero 9 ma è stato eliminato da Elias. Nella puntata di SmackDown del 29 maggio il New Day ha sconfitto Cesaro, Sheamus e The Miz. Nella puntata di SmackDown del 5 giugno il New Day ha sconfitto The Miz, Rusev e Samoa Joe. Il 17 giugno, a Money in the Bank, Kingston ha partecipato al match omonimo insieme a Bobby Roode, Braun Strowman, Finn Bálor, Kevin Owens, The Miz, Rusev e Samoa Joe ma il match è stato vinto da Strowman. Nella puntata di SmackDown del 10 luglio il New Day e il Team Hell No hanno sconfitto i Bludgeon Brothers e i SAni†Y. Il 15 luglio, nel Kick-off di Extreme Rules, il New Day è stato sconfitto dai SAni†Y in un Tables match. Nella puntata di SmackDown del 17 luglio Kingston è stato sconfitto da Eric Young. Nella puntata di SmackDown del 21 agosto Kingston e Woods hanno sconfitto i Bludgeon Brothers in un No Disqualification match conquistando così il WWE SmackDown Tag Team Championship per la terza volta. Dopo che Big E e Kingston hanno difeso i titoli contro i Rusev Day (Aiden English e Rusev) nel Kick-off di Hell in a Cell, e Kingston e Woods contro Cesaro e Sheamus il 6 ottobre a Super Show-Down, nella puntata di SmackDown 1000 Big E e Woods hanno perso le cinture contro Cesaro e Sheamus (grazie anche all'intervento di Big Show) dopo 56 giorni di regno. Il 16 dicembre, a TLC: Tables, Ladders & Chairs, Kingston e Woods hanno partecipato ad un Triple Threat match per il WWE SmackDown Tag Team Championship che includeva anche i campioni The Bar e gli Usos ma il match è stato vinto dai The Bar. Il 27 gennaio 2019, alla Royal Rumble, Kingston ha partecipato all'omonimo match entrando col numero 12 ma è stato eliminato da Drew McIntyre. Nella puntata di SmackDown del 29 gennaio Big E e Kingston hanno partecipato ad Four Corners Elimination match che comprendeva anche i The Bar, gli Heavy Machinery e gli Usos per determinare i contendenti nº1 al WWE SmackDown Tag Team Championship di The Miz e Shane McMahon per Elimination Chamber ma sono stati eliminati dagli Heavy Machinery.
Nella puntata di SmackDown del 12 febbraio, Kingston ha partecipato ad un Gauntlet match per determinare l'ultimo entrante nell'Elimination Chamber match dell'omonimo evento ma, dopo aver resistito ed eliminato il WWE Champion Daniel Bryan, Jeff Hardy e Samoa Joe, è stato eliminato da AJ Styles. Il 17 febbraio, ad Elimination Chamber, Kingston ha partecipato all'omonimo match per il WWE Championship che comprendeva anche il campione Daniel Bryan, AJ Styles, Jeff Hardy, Randy Orton e Samoa Joe ma è stato eliminato per ultimo da Bryan. Nella puntata di SmackDown del 19 febbraio Kingston, Jeff Hardy e AJ Styles hanno sconfitto il WWE Champion Daniel Bryan, Samoa Joe e Randy Orton. Nella puntata di SmackDown del 26 febbraio Kingston e il rientrante Kevin Owens hanno sconfitto Daniel Bryan e Rowan. Il 10 marzo, a Fastlane, Kingston è stato inizialmente inserito da Vince McMahon nel match valevole per il WWE Championship tra il campione Daniel Bryan e Kevin Owens, tuttavia lo stesso McMahon ha poi annullato la propria decisione annunciando che Kingston avrebbe dovuto affrontare i The Bar (Cesaro e Sheamus) la sera stessa in un 2-on-1 Handicap match, dal quale Kingston ne è successivamente uscito sconfitto. Nella puntata di SmackDown del 12 marzo, Kofi, Big E e Xavier Woods hanno avuto un confronto con il chairman della WWE Vince McMahon, chiedendogli di dare allo stesso Kofi un'opportunità per il WWE Championship (che 2 settimane prima gli è stata revocata), dicendo che dopo 11 anni di duro lavoro, dopo 11 anni in cui non ha mai chiesto niente ha meritato la title-shot al titolo massimo, però, il charmain ha rifiutato dicendo che Kofi non meritava quella title-shot, per poi annunciare un gauntlet match per la settimana successiva, dove Kofi avrebbe affrontato Sheamus, Cesaro, Rowan, lo United States Champion Samoa Joe, Randy Orton e se avesse vinto tale match avrebbe ottenuto la title-shot per il WWE Championship a WrestleMania 35 contro il campione Daniel Bryan. I 5 accompagnati dal WWE Champion Daniel Bryan (che è rimasto a bordo ring) hanno attaccato Kofi, Big E e Xavier Woods, però, i tre del New Day sono riusciti a mettere in fuga i 5.
Nella puntata di SmackDown del 19 marzo, Kofi ha preso parte e vinto il Gauntlet match (con in palio la possibilità di sfidare il WWE Champion Daniel Bryan a WrestleMania 35) sconfiggendo Sheamus, Cesaro, Rowan, lo United States Champion Samoa Joe e Randy Orton, però, a fine match Vince McMahon si è dapprima congratulato con Kofi (che stava festeggiando con Big E e Xavier Woods sul ring) ma in seguito ha comunicato che per ottenere il match titolato a WrestleMania 35 avrebbe dovuto affrontare e sconfiggere immediatamente un ultimo avversario, il WWE Champion Daniel Bryan (in un match non titolato). Kofi è uscito sconfitto dal match contro il WWE Champion Daniel Bryan, e pertanto, è stato privato della title-shot (guadagnata pochi minuti prima) da Vince McMahon, ritenendolo un wrestler poco meritevole di ottenere un'opportunità titolata a WrestleMania 35. Nella puntata di SmackDown del 26 marzo, il New Day (Big E e Xavier Woods) ha vinto un gauntlet match con in palio la possibilità di far avere a Kofi il suo match titolato a WrestleMania 35, sconfiggendo Luke Gallows e Karl Anderson nel primo match, Rusev e Shinsuke Nakamura nel secondo, il The Bar nel terzo, nel quarto match vincono per forfeit contro gli SmackDown Tag Team Champions, gli Usos (che decidono di abbandonare la contesa, per rispetto di Kofi e del New Day), ed infine Rowan e il WWE Champion Daniel Bryan nel quinto ed ultimo match. Per tale motivo a fine match è stato annunciato che Kofi avrebbe affrontato Daniel Bryan a WrestleMania 35, in un match titolato con in palio il WWE Championship detenuto da Bryan.

#### WWE Champion (2019)

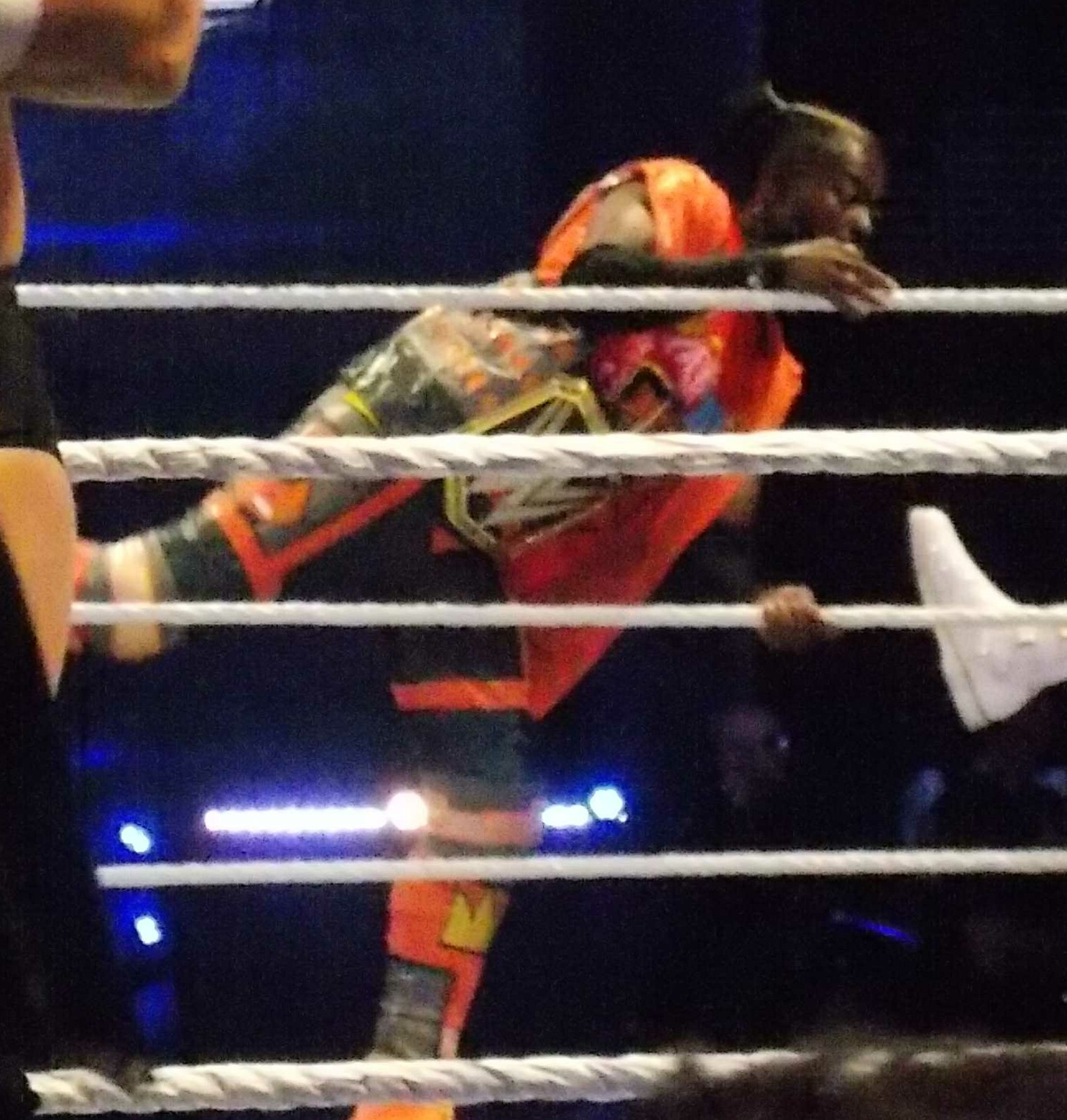
Kofi Kingston con il WWE Championship.

Il 7 aprile, a WrestleMania 35, Kingston ha sconfitto Daniel Bryan, vincendo il WWE Championship per la prima volta e divenendo il tredicesimo Grand Slam Champion e il trentesimo Triple Crown Champion. Nella puntata di Raw dell'8 aprile Kingston è apparso nello show per sfidare l'Universal Champion Seth Rollins ad un Winner Takes All match ma l'incontro è terminato in vittoria dello stesso Kingston per squalifica a causa dell'intervento dei The Bar. Nella puntata di SmackDown del 9 aprile il New Day ha sconfitto i The Bar e Drew McIntyre. Nella puntata di SmackDown del 16 aprile Kingston, Xavier Woods e Kevin Owens hanno sconfitto Cesaro, Shinsuke Nakamura e Rusev. Nella puntata di SmackDown del 23 aprile Kingston ha sconfitto Shinsuke Nakamura per squalifica in un match non titolato a causa dell'intervento di Kevin Owens. Nella puntata di Raw del 6 maggio Kingston ha difeso con successo il titolo contro Daniel Bryan nella rivincita di WrestleMania 35, nonostante entrambi appartenessero a SmackDown. Nella puntata di SmackDown del 7 maggio Kingston ha difeso con successo il titolo in un Triple Threat match contro AJ Styles e Sami Zayn, nonostante questi ultimi appartenessero al roster di Raw. Il 19 maggio, a Money in the Bank, Kingston ha difeso con successo il titolo contro Kevin Owens. Nella puntata di Raw del 20 maggio Kingston e l'Universal Champion Seth Rollins hanno sconfitto Baron Corbin e Bobby Lashley. Nella puntata di SmackDown del 21 maggio Kingston ha sconfitto Sami Zayn (appartenente al roster di Raw) in un match non titolato. Nella puntata di SmackDown del 28 maggio Kingston ha sconfitto Kevin Owens in un match non titolato. Nella puntata di SmackDown del 4 giugno il New Day ha sconfitto Kevin Owens e Sami Zayn. Il 7 giugno, a Super ShowDown, Kingston ha difeso con successo il titolo contro Dolph Ziggler. Nella puntata di SmackDown dell'11 giugno il New Day ha sconfitto Dolph Ziggler, Kevin Owens e Sami Zayn. Nella puntata di SmackDown del 18 giugno Kingston e l'Universal Champion Seth Rollins (appartenente al roster di Raw) hanno sconfitto Kevin Owens e Sami Zayn in un 2-out-of-3 Falls Tag Team match per 2-0. Il 23 giugno, a Stomping Grounds, Kingston ha difeso con successo il titolo contro Dolph Ziggler in uno Steel Cage match uscendo dalla gabbia. Nella puntata di Raw del 24 giugno Kingston ha sconfitto dapprima Sami Zayn in un match titolato e, in seguito, ha sconfitto anche Kevin Owens per count-out. Nella puntata di SmackDown del 25 giugno Kingston ha sconfitto Dolph Ziggler in un 2-out-of-3 Falls match non titolato per 2-1. Nella puntata di Raw del 1º luglio il New Day è stato sconfitto dai Viking Raiders e Samoa Joe. Il 14 luglio, a Extreme Rules, Kingston ha difeso con successo il titolo contro Samoa Joe (appartenente al roster di Raw). Nella puntata di SmackDown del 16 luglio il New Day è stato sconfitto da Samoa Joe, Randy Orton e Elias. Nella puntata di SmackDown del 23 luglio Kingston ha sconfitto Samoa Joe per squalifica a causa dell'intervento di Randy Orton. Nella puntata di SmackDown del 30 luglio Kingston ha sconfitto lo United States Champion AJ Styles (appartenente al roster di Raw) in un match non titolato. L'11 agosto, a SummerSlam, Kingston ha affrontato Randy Orton per il WWE Championship ma l'incontro è terminato in doppio count-out (e senza dunque il cambio di titolo). Nella puntata di SmackDown del 13 agosto il New Day è stato sconfitto da Randy Orton e i Revival. Il 15 settembre, a Clash of Champions, Kingston ha difeso con successo il titolo contro Randy Orton. Nella puntata di SmackDown del 17 settembre il New Day ha sconfitto Randy Orton e i Revival. Nella puntata di SmackDown del 4 ottobre Kingston ha perso il titolo in appena dieci secondi contro Brock Lesnar dopo 180 giorni di regno.

#### Varie faide (2019–presente)
Nella puntata di SmackDown dell'8 novembre Big E e Kingston sconfissero i Revival conquistando così lo SmackDown Tag Team Championship per la quinta volta come team. Nella puntata di SmackDown del 15 novembre Big E e Kingston affrontarono i Revival per difendere i titoli di coppia appena vinto ma il match terminò in no-contest a causa dell'intervento degli NXT Tag Team Champions, l'Undisputed Era. Il 24 novembre, nel Kick-off di Survivor Series, Big E e Kingston parteciparono ad un Triple Threat Tag Team match contro i Raw Tag Team Champions, i Viking Raiders, e gli NXT Tag Team Champions, l'Undisputed Era, ma il match benne vinto da questi ultimi. Nella puntata di SmackDown del 29 novembre Big E e Kingston mantennero i titoli contro Cesaro e Shinsuke Nakamura. Il 15 dicembre, a TLC: Tables, Ladders & Chairs, Big E e Kingston difesero i titoli contro i Revival in un Ladder match. Il 26 gennaio, alla Royal Rumble, Kingston partecipò al match omonimo entrando col numero 6 ma venne eliminato da Brock Lesnar. Il 27 febbraio, a Super ShowDown, Big E e Kingston persero i titoli contro John Morrison e The Miz dopo 111 giorni di regno. Il 4 aprile, nella prima serata di WrestleMania 36, Kingston partecipò ad un Triple Threat Ladder match per lo SmackDown Tag Team Championship che comprendeva anche il campione John Morrison (detentore della cintura insieme a The Miz) e Jimmy Uso (in rappresentanza degli Usos) ma il match venne vinto dal campione. Nella puntata di SmackDown del 17 aprile il solo Big E conquistò per la sesta volta lo SmackDown Tag Team Championship sconfiggendo il campione The Miz (detentore della cintura insieme a John Morrison) in un Triple Threat match che comprendeva anche Jey Uso (per gli Usos), e così facendo anche Kingston e Woods vennero riconosciuti come campioni. Il 10 maggio, a Money in the Bank, Big E e Kingston difesero i titoli in un Fatal 4-Way Tag Team match che comprendeva anche i Forgotten Sons (Steve Cutler e Wesley Blake), John Morrison e The Miz e i Lucha House Party (Gran Metalik e Lince Dorado). Nella puntata di SmackDown del 10 luglio Big E e Kingston difesero i titoli contro Cesaro e Shinsuke Nakamura dopo che l'incontro terminò in no-contest. Il 19 luglio, a The Horror Show at Extreme Rules, Big E e Kingston persero le cinture di coppia contro Cesaro e Nakamura in un Tables match dopo 93 giorni di regno. Nella puntata di SmackDown del 9 ottobre Kingston e il rientrante Woods conquistarono lo SmackDown Tag Team Championship per la settima volta sconfiggendo Cesaro e Nakamura; tuttavia, poco dopo, Kingston e Woods passarono al roster di Raw per effetto del Draft mentre Big E rimase a SmackDown, segnando l'allontanamento involontario di questi dalla stable.
Nella puntata di Raw del 12 ottobre Kingston e Woods scambiarono lo SmackDown Tag Team Championship con il Raw Tag Team Championship degli Street Profits; quella stessa sera, Kingston e Woods difesero i titoli appena ottenuti contro Dolph Ziggler e Robert Roode. Nella puntata di Raw del 16 novembre Kingston e Woods mantennero i titoli contro Cedric Alexander e Shelton Benjamin dell'Hurt Business. Il 22 novembre, a Survivor Series, Kingston e Woods vennero sconfitti dagli Street Profits. Nella puntata di Raw del 23 novembre Kingston e Woods mantennero nuovamente i titoli contro Alexander e Benjamin dell'Hurt Business. Il 20 dicembre, a TLC: Tables, Ladders & Chairs, Kingston e Woods persero poi i titoli contro Alexander e Benjamin dopo 69 giorni di regno. Nella puntata di Raw del 15 marzo Kingston e Woods sconfissero l'Hurt Business conquistando per la quarta volta il Raw Tag Team Championship (per Kingston è il sesto regno mentre per Woods è il quarto). Il 10 aprile, nella prima serata di WrestleMania 37, Kingston e Woods persero i titoli contro AJ Styles e Omos dopo 26 giorni di regno. Nella puntata di Raw del 6 settembre Kingston e Woods parteciparono ad un Gauntlet match per determinare i contendenti nº1 al Raw Tag Team Championship degli RK-Bro ma dopo aver eliminato diversi team come Jinder Mahal e Veer, Mace e T-Bar, Mansoor e Mustafa Ali, i Lucha House Party (Gran Metalik e Lince Dorado) e i Viking Raiders, vennero eliminati per ultimi da AJ Styles e Omos. Il 26 settembre, ad Extreme Rules, il New Day (con il ritorno di Big E) sconfisse AJ Styles, Omos e Bobby Lashley.
Il 1º ottobre 2021, per effetto del Draft, Kingston e Woods passarono al roster di SmackDown. Nel mese di ottobre, Kingston partecipò senza successo al torneo King of the Ring, venendo eliminato al primo turno da Jinder Mahal. Dopo una faida con gli Usos, Big E si riunisce ai compagni, ma un mach contro Sheamus e Ridge Holland si infortuna al collo, uscendo dalla scena. La faida continuo fino a WrestleMania 38 con la vittoria dei Brawling Brutes. Il 10 dicembre del 2022, a Deadline, Kingston e Woods hanno vinto i NXT Tag Team Championship contro i Pretty Deadly. Con questo successo, Kofi è diventato il primo wrestler ad aver ottenuto sia la Triple Crown tradizionale della WWE che la Triple Crown Tag Team. A Vengeance Day, in un fatal four-way tag team match perdono i titoli a favore di Mark Coffey e Wolfgang, dopo 56 giorni di regno.
Con il Draft del 2023, Kingston e Woods tornano a Raw. Nello show rosso iniziano una rivalità contro la stable, The Final Testament, con il leader Karrion Kross che ha provato a separare i due membri del New Day. La faida è finita nella puntata di Raw del 19 agosto 2024, quando il New Day insieme a Odyssey Jones hanno sconfitto il Final Testament in un six-man tag team match. Nella puntata di Raw del 16 settembre perdono un mach per il World Tag Team Championship contro Finn Bálor e JD McDonagh, a fine incontro, Woods si arrabbia con Kofi Kingston per come ha gestito l'interferenze del Judgment Day e del Latino World Order. Nella puntata di Raw del 30 settembre, Jey Uso gli ha offerto un mach per l'Intercontinental Championship la settimana seguente, ma decide di cedere questa opportunità a Woods.
Nella puntata del 2 dicembre di Raw avviene la celebrazione del decimo anniversario della formazione dei New Day, in questa occasione Kingston e Woods si scagliano contro Big E cacciandolo dalla stable.

### Caratteristiche tecniche
Kingston è un lottatore che fa dell'esplosività il suo maggior punto di forza, ciò gli permette di essere particolarmente spettacolare nel ring, grazie anche alle sue ottime capacità tecniche e atletiche. Dotato di un grande carisma, spesso gode di grande favore del pubblico grazie anche al fatto di essere stato un face per gran parte della sua carriera e alla grande capacità di comunicazione con esso. Riesce ad essere efficace sia in singolo che in tag team, dove riesce a combinare perfettamente le sue caratteristiche con quelle dei suoi compagni di squadra, con il New Day l'intesa è risultata particolarmente efficace portando il team a numerose vittorie e a confermarsi come uno dei migliori della storia della federazione.

## Personaggio

### Mosse finali
- S.O.S. (Ranhei)

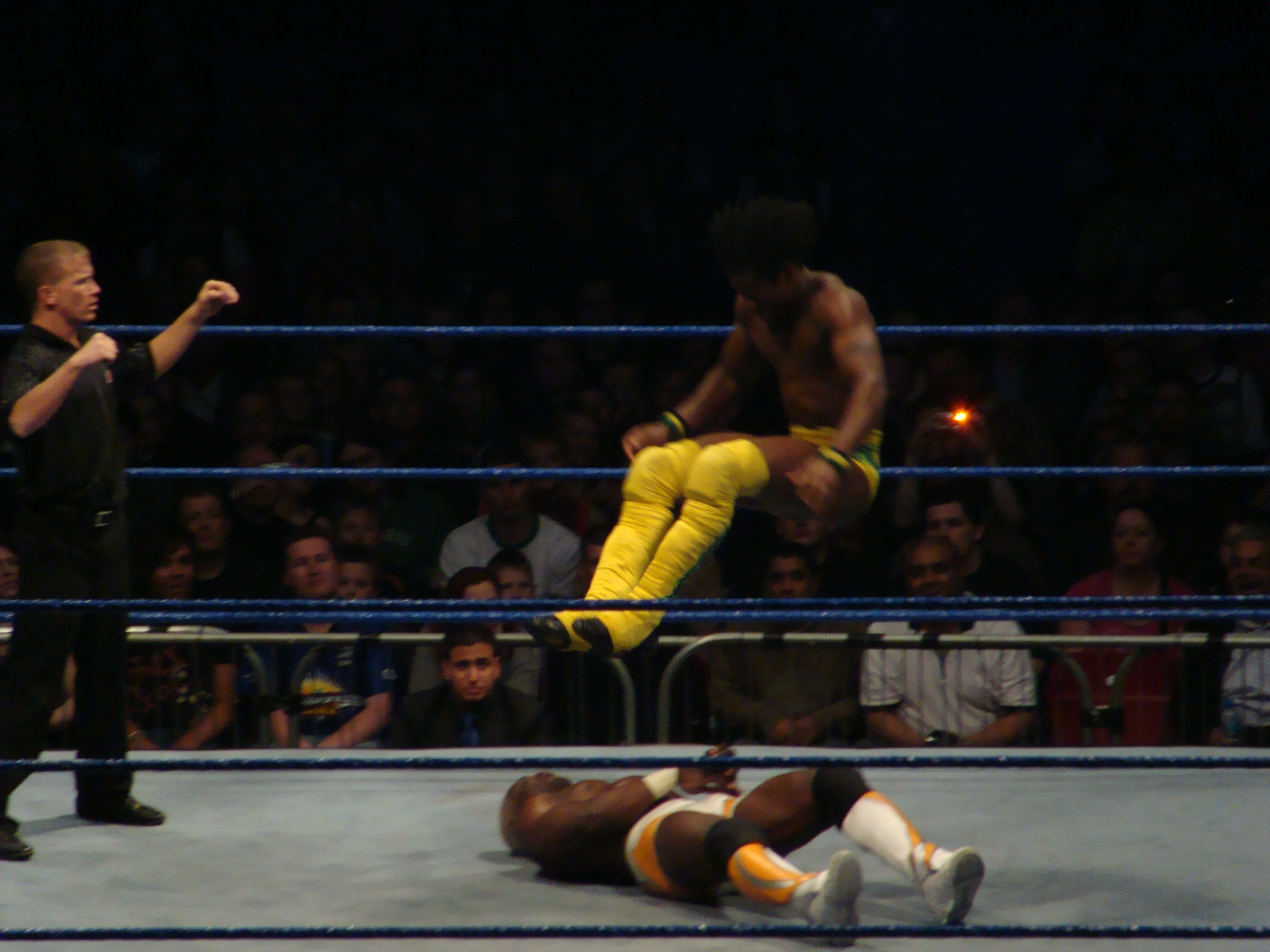
Kingston esegue il Boom Drop su Shelton Benjamin

- Trouble in Paradise (Jumping corkscrew roundhouse kick)

### Soprannomi
- "The Boom Squad General"
- "The Dreadlocked Dynamo"
- "The Wildcat"
- "The Jamaican Sensation"

## Titoli e riconoscimenti
- CBS Sports

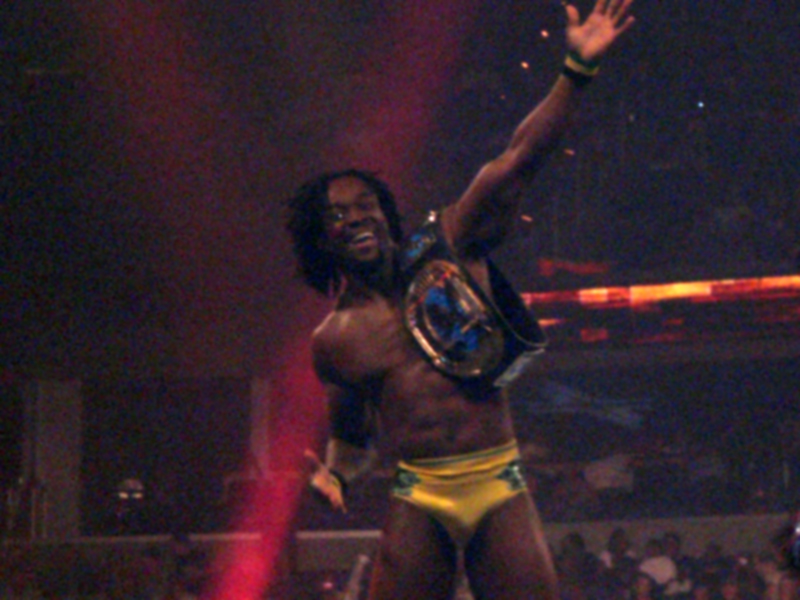
Kingston con l'Intercontinental Championship, titolo che ha vinto quattro volte.

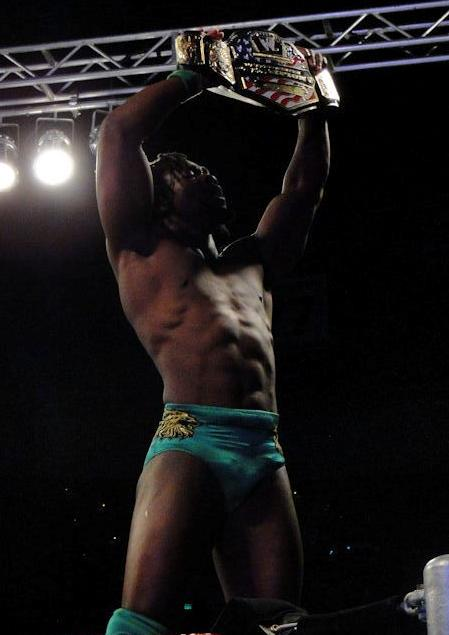
Kingston con lo United States Championship, titolo che ha vinto tre volte

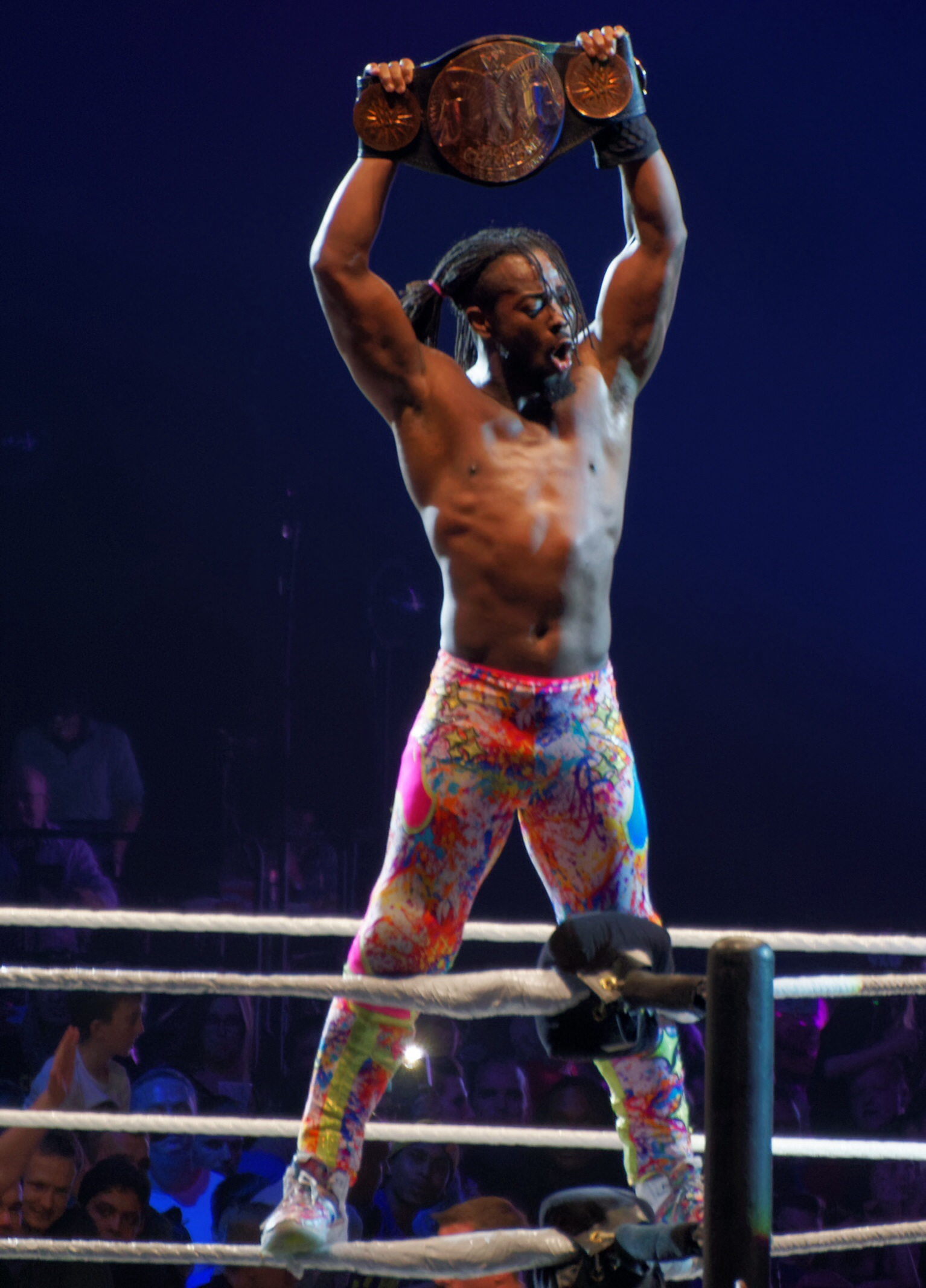
Kingston con il Raw Tag Team Champion, titolo che ha vinto sei volte

  - Best Moment/Angle of the Year (2019) - per la vittoria del WWE Championship a WrestleMania 35

- Pro Wrestling Illustrated
  - Tag Team of the Year (2012) - con R-Truth
  - Tag Team of the Year (2015, 2016) - con Big E e Xavier Woods
  - 4º tra i 500 migliori wrestler singoli nella PWI 500 (2019)
  - 8º tra i 50 migliori tag team nella PWI 500 (2020) - con Big E e Xavier Woods

- Rolling Stone
  - Actual Match of the Year (2017) - con Big E e Xavier Woods vs. The Usos
  - Comeback of the Year (2016) - con Big E e Xavier Woods
  - Second-Best Heels (2015) - con Big E e Xavier Woods
  - WWE Wrestlers of the Year (2015) - con Big E e Xavier Woods[120]

- WWE
  - WWE SmackDown Tag Team Championship (7)[121] – con Big E e Xavier Woods (6), con Xavier Woods (1)
  - World Tag Team Championship (7)[122] – con Big E e Xavier Woods (2), Xavier Woods (3), Evan Bourne (1) e R-Truth (1)
  - WWE Intercontinental Championship (4)
  - WWE United States Championship (3)
  - WWE Championship (1)
  - NXT Tag Team Championship (1) – con Xavier Woods
  - World Tag Team Championship (1) – con CM Punk
  - Bragging Rights Trophy (edizione 2010) – con il Team SmackDown
  - WWE Intercontinental Championship Tournament (2010)
  - WWE SmackDown Tag Team Championship Tournament (2018) – con Big E e Xavier Woods
  - Triple Crown Champion
  - Grand Slam Champion (nuovo formato)
  - Triple Crown Tag Team Champion – con Xavier Woods
  - Slammy Award/Year–End Award (4)
    - "Tell Me I Did Not Just See That" Moment of the Year (edizione 2012) - per essersi salvato dall'eliminazione alla Royal Rumble con una camminata in verticale
    - Men’s WWE Tag-Team of the Year (edizione 2019) - con Big E e Xavier Woods come membro del New Day
    - WWE Moment of the Year (edizione 2019) - per aver vinto il WWE Championship contro Daniel Bryan a WrestleMania 35
    - Ring Gear of the Year (edizione 2020) - con Big E e Xavier Woods come membro del New Day

- Wrestling Observer Newsletter
  - Best Gimmick (2015) - The New Day[123]

### Altri riconoscimenti
- ESPY Awards
  - Best WWE Moment (2019) Per aver vinto il suo primo WWE Championship a WrestleMania 35

## Filmografia
- Sognando il ring (The Main Event), regia di Jay Karas (2020)
- In fuga da Undertaker, regia di Ben Simms (2021)